# Herman Wirth
Herman Felix Wirth (Utrecht, 6 mei 1885 – Kusel, 16 februari 1981), officieel Hermann Felix Wirth, na 1945 ook Herman Wirth Roeper Bosch, was een Nederlands-Duitse germanist, oudheidkundige, musicoloog en amateurmusicus. Hij was een van de wegbereiders van het Derde Rijk, maar werd al in 1938 op een zijspoor gezet. Hij werd vooral bekend als medeoprichter van de Deutsche Ahnenerbe en onderzoeker van zinnebeelden uit de volkskunst en archeologie. Wirths symboolhistorische of ideografische methode nam tijdens het Derde Rijk een grote vlucht. Zijn verzameling van pre- en paleohistorische inscripties was befaamd.
Zijn naam wordt in Nederland vooral verbonden met zijn beschouwingen over het Oera Linda-boek (Die Ura Linda Chronik, 1933), waarin hij de echtheid van dit boek verdedigt. In zijn werken over de voorgeschiedenis van de westerse beschaving kent hij het Friese volk een grote plaats toe. Zijn theorie over een prehistorische Atlantisch-Noordse beschaving, Hyperborea of Thule, die aan de basis van de westerse cultuur zou liggen, is invloedrijk, niet alleen bij radicale politieke stromingen, ook in de sciencefiction. Zijn naar verluidt verloren gegaan Palestinabuch speelt een rol in complottheorieën. Zijn gedachten over de Ario-Germaanse oorsprong van het christendom sluiten aan bij het neopaganisme.
Wirths boeken worden nog steeds gelezen, zowel in esoterische en ecologische kringen als door aanhangers van extreemrechts. Zijn werk is een belangrijke inspiratiebron voor de aanhangers van het esoterische neonazisme en voor het neo-eurazianisme in de Russische Federatie. Zijn geopolitieke theorieën worden vooral door Russische intellectuelen bestudeerd. Binnen het feminisme maakte hij naam door zijn pleidooi voor het matriarchaat.

## Betekenis
Wirths studies zijn een schoolvoorbeeld van pseudowetenschap. Zijn theorieën zijn speculatief, racistisch en antisemitisch, maar ze vonden veel weerklank bij het publiek. Vakonderzoekers beschuldigden hem niet ten onrechte van fantasterij, dilettantisme en eclecticisme. Hij voegde heterogene gegevens samen tot één systeem op grond van uiterlijke overeenkomsten of analogieën, zonder veel rekening te houden met de context of met alternatieve interpretaties.
Centraal in het werk van Wirth staat de bestudering van schrifttekens en symbolen (Schrift- und Sinnbildforschung), waarvan hij meende dat de diepere betekenis in het onderbewuste van de bevolking is opgeslagen en door de eeuwen heen gelijk is gebleven. Deze methode noemde hij paleo-epigrafie. Vanwege de centrale rol van die betekenisvolle symbolen of ideogrammen hierin spelen, kunnen we ook spreken over ideografisch onderzoek. De Australische historicus Bernard Mees stelt in zijn boek The Science of the Swastika (2006) dat Wirth de grondlegger was van deze ideologisch gekleurde tak van wetenschap, die de leiders van het Derde Rijk in staat stelde politieke sentimenten met behulp van historische beladen symbolen te mobiliseren. Wirths aanpak leidde tot het ontstaan van een zelfstandig vakgebied dat na 1945 weer werd afgebouwd. Ook in Nederland genoot zijn werk een zekere vermaardheid. Binnen het naziregime was Wirths positie echter marginaal; dwarse geesten als hij werden toen de oorlog dichterbij kwam buiten spel gezet, omdat hun afwijkende ideeën de nationale eenheid onder druk zetten.
Na de Tweede Wereldoorlog belandde deze tak van onderzoek in de taboesfeer. De volkskundige Gottfried Korff spreekt in dit verband over de naoorlogse angst voor symboliek. Er was sprake van een blinde vlek en zelfs van een zekere vijandigheid ten opzichte van het onderwerp, waardoor men de rol die symbolen in sociale en politieke processen spelen uit het oog verloor. Het gold als ongepast naar het werk van Wirth en zijn medestanders te verwijzen. Speculatieve benaderingen die voortbouwden op zijn aanzetten kregen daardoor vrij spel.
Volgens de Moldavische antropoloog Leonid Mosionjik waren Wirths wereldvreemde ideeën bijzonder geschikt om het ideologische vacuüm te vullen dat in Rusland ontstond na de teloorgang van communisme, liberalisme en democratie. In redelijke discussie over zijn stellingen zijn de aanhangers van Wirths leer volgens hem nauwelijks geïnteresseerd. Niet alleen Wirths geopolitieke opvattingen en symbolenleer, ook zijn esoterische aanpak en antisemitisme sluiten aan bij het traditionalisme dat de voorstanders een Euraziatische machtspolitiek bepleiten.

## Levensloop

### Jeugd en studie
Herman Wirth was de zoon van Dr. Phil. Ludwig Wirth (1847-1925), een in Leipzig gepromoveerde germanist die als privaatdocent verbonden was aan de Universiteit Utrecht en een tijdlang als leraar aan het Stedelijk Gymnasium; hij stamde uit het Musikantenland in Rijnland-Palts, waar veel rondreizende speellieden vandaan kwamen. Zijn moeder Sophia Gijsberta Roeper Bosch (1851-1891) kwam uit een streng-calvinistisch milieu in Utrecht; twee van haar zwagers waren predikant. Zelf beweerde hij dat hij gedeeltelijk van Friese afkomst was en voegde haar achternaam na 1945 toe aan de zijne. Zijn grootvader stamt echter uit Groningen, diens voorgeslacht kwam uit Amsterdam. Kort na zijn zesde verjaardag overleed zijn moeder; de kinderen werden een tijdlang ondergebracht bij de strenggelovige grootouders.
Samen met zijn oudere broer Peter Hermann bezocht hij het gymnasium te Utrecht en Kampen. Hij studeerde Nederlandse taalkunde, germanistiek, geschiedenis en muziekwetenschap in Utrecht, werkte een jaar als leraar in Doesburg, niet ver van Dieren, waar zijn zuster en haar man een apotheek hadden. Hij voltooide daarna zijn studie in Leipzig bij de musicoloog Hugo Riemann.

### Nederlander in Berlijn
Wirth werd in 1909 lector aan de Friedrich-Wilhelm-Universität te Berlijn, waar hij tot 1919 Nederlandse taal- en letterkunde doceerde. Sinds 1910 organiseerde hij hier met sponsorgelden jaarlijkse 'Nederlandse Historische Concerten'.
Hij promoveerde maart 1911 te Bazel bij de bekende volkskundigen John Meier en Eduard Hoffmann-Krayer met een proefschrift over de teloorgang van het Nederlandse volkslied. In dit proefschrift hekelt hij het gebrek aan heroïek in de Nederlandse liedcultuur, waarvoor hij de schuld gaf aan het calvinisme, de rijke burgerij en de stadscultuur in het algemeen. Hetzelfde jaar verbleef hij een tijdlang in Gent.
Op het Nationaal Muziekpedagogisch Congres te Amsterdam, juni 1912, en vervolgens in het pamflet Nationaal-Nederlandsche muziekpolitiek zette hij zijn opvattingen nogmaals scherp neer, maar nu voor een Nederlands publiek. Het calvinisme had zijns inziens tot een "verkrachting van het gevoelsleven" geleid, waardoor het Germaanse oergevoel door het "stuitend semitisme" van de Joodse psalmen was vervangen. Maar ook de moderne kunst kon hem niet bekoren. Het zou volgens hem niet lang meer duren eer dat de "gezonde en behoudende elementen des volks [...] die gehele voze rommel met een [...] gebaar van overweldigende afkeer zullen wegvagen". Dat alles leidde tot vinnige debatten. Zijn Nederlandse lezers constateerden vooral dogmatisme, fanatisme en eenzijdigheid; in Duitsland werden zijn bijdragen eerder met welwillendheid ontvangen.
In Berlijn raakte Wirth − samen met zijn verloofde – in de ban van de reformbeweging, een conservatief-nationalistische stroming die terug wilde naar een meer natuurlijk leven. Ook voelde hij zich aangetrokken tot de ariosofie, een geloofsrichting die op zoek was naar de Germaanse wortels van de religie. De Nederlandse wereld was hem te eng geworden, zijn dadendrang was groter dan zijn studiezin: "Ik was dichter en toneelschrijver", beweerde hij op hoge leeftijd, "wat ik schreef werd direct op de planken gezet". Aan moderne kunst had hij een hekel; toen hij in april 1912 een pamflet met Marinetti's Manifest van het Futurisme in handen gedrukt kreeg, deed hij daarvan aangifte bij de politie. Hij verkreeg in 1913 de Duitse (dat is: Pruisische) nationaliteit en werd opgeroepen in Pruisische militaire dienst, maar kreeg vooralsnog een vrijstelling.

### Vlaanderen (1914-1918)
Aan het begin van de Eerste Wereldoorlog meldde Wirth zich als vrijwilliger aan het front, waarna hij werd benoemd tot persattaché in Gent in het door Duitsland bezette België. Als lid van de Commissie voor Vlaamse Aangelegenheden diende hij de bezettingsautoriteiten van advies. Hij werd belast met de censuur en had de opdracht contact te onderhouden met Vlaamse separatisten. Zo raakte hij bevriend met Jan Derk Domela Nieuwenhuis Nyegaard (1870-1955), predikant te Gent, en andere leden van Jong-Vlaanderen, die hun gewest wilden losmaken van Wallonië. De enthousiaste Wirth, gehuld in militaire rijkleding, gold voor de buitenwereld al snel als aanjager van de groep die zich rond het door de bezettingsautoriteiten opgerichte dagblad De Vlaamsche Post formeerde. Namens de legerleiding zat hij in de redactie, hij zorgde voor het geld en de snelle militaire auto's om de krant in krijgsgevangenenkampen te verspreiden. Zijn Gentse vrienden noemden hem spottend 't Bloemeken, tegenstanders wezen hem aan als "een aartsvijand van België". Domela was afkomstig uit Groningen, maar een vurig bewonderaar van alles wat Fries was; hij dweepte bovendien met het Germaanse verleden. In zijn ogen vormden het Groot-Friese cultuurgebied (met inbegrip van de Vlaamse Kustvlakte), Groot-Nederland en het oorspronkelijke woongebied der Germanen concentrische cirkels, een gedachte die we later bij Wirth terugvinden. De vriendschap duurde echter maar kort en beide mannen hebben elkaar – hoewel hun paden zich in Friesland kruisten – later niet weer gezien; kennelijk liepen hun opvattingen te ver uiteen. Wirth speelde daarna een rol in de regeringsplannen om de Universiteit van Gent te vervlaamsen; dit als rechterhand van regeringsadviseur Walther von Dyck. Over het algemeen wilde hij harder doorpakken en hij klaagde tegenover een collega dat er nog altijd te veel Fransgezinde joden voor de overheid werkten. In de loop van het jaar 1916 verhuisde hij naar Brussel. Net als eerder in Berlijn organiseerde hij concerten om de bevolking enthousiast te maken voor zijn vaderlandslievende zangkunst. Het programma was overladen, het koor zong vals en er zaten geen Vlamingen in de zaal, verzuchtte een Duitse toehoorder.
In augustus 1916 werd Wirth wegens "onverbeterlijke politieke betweterij" met ziekteverlof gestuurd. Naar eigen zeggen was hij opzettelijk besmet met vlektyfus, een bericht dat ook in de Belgische emigrantenpers verscheen. Kort daarna trouwde hij in Berlijn zijn verloofde Margarete (Constanze Hedwig Margarethe) Schmitt (1890-1978), dochter van de kunstschilder en academiedocent (Eugen) Vital Schmitt (1858-1935) te Berlijn. Het echtpaar zou twee zoons en twee dochters krijgen. Tegelijkertijd werd hij – als beloning voor zijn inzet aan het front – in december benoemd tot titulair professor, maar zonder leerstoel. Ook werd hij gedecoreerd met het IJzeren Kruis (2e klasse). Hij gaf weer colleges en in maart 1917 was hij een van de oprichters van het Duits-Vlaamse genootschap te Berlijn, dat de Duitse annexatieplannen ondersteunde. Met lichtbeelden en lezingen over Vlaanderen nam hij deel aan muzikale steunavonden voor de Duitse troepen, eerst in Berlijn en andere steden, vanaf juli ook in België, waar hij vergezeld van zijn vrouw optrad. In december 1917 was hij vermoedelijk betrokken bij de Vlaamse onafhankelijkheidsverklaring, een ontwikkeling die de Duitse legerleiding minder welgevallig was; zijn schoonvader maakte portretten van de gevolmachtigden, zijn schoonouders logeerden bij hem in Ukkel. In september van dat jaar kreeg Wirth een aanstelling tot Vlaamstalig docent aan het Koninklijk Conservatorium Brussel, met als leeropdracht de muziekgeschiedenis, tevens werd hij benoemd tot adjunct-conservator van de muziekcollectie van de Koninklijke Bibliotheek. Zijn openingsles volgde op 8 april 1918.

### Nederland

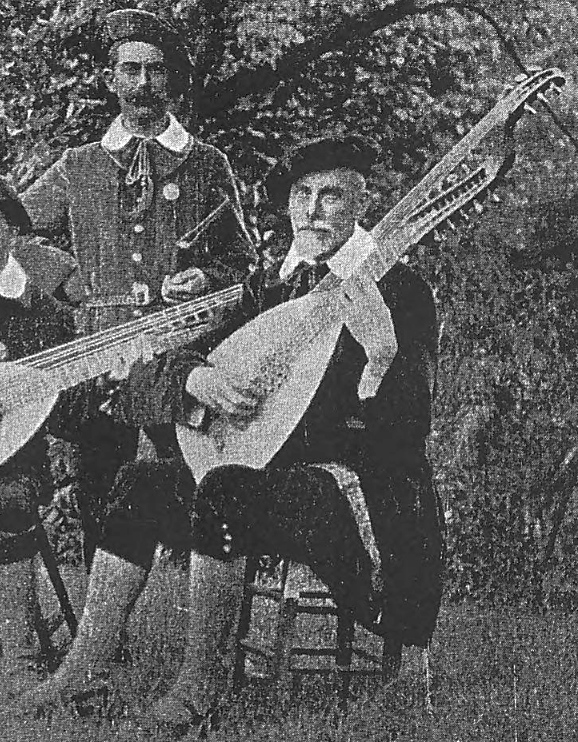
Twee leden van de Dietsche Trekvogels in 1920: A. van der Linden en J. Aukes

Vlak voor het einde van de oorlog in november 1918 weken Wirth en zijn vrouw tijdelijk uit naar Nederland, waar ze met andere vluchtelingen een muziekgroep vormden die onder andere in de Jordaan Oudhollandse liedjes ten gehore bracht. Ze besloten het revolutietumult in Berlijn voorlopig te ontvluchten en vestigden zich januari 1919 te Ellecom bij Dieren, daarna in een villa te Baarn, waar Wirth tijdelijk les gaf aan het nieuwe Baarnsch Lyceum. Daarnaast deed hij journalistiek werk en had hij een atelier voor technische, wetenschappelijke en kunstfotografie. Vanwege zijn muziekhistorische werk genoot hij enige bekendheid, maar hij viel tevens op door zijn pro-Duitse, pangermaanse houding en zijn antisemitisme.

#### Dietsche Trekvogels
In Nederland organiseerde hij weer enkele klassieke concerten en richtte hij april 1920 samen met zijn vrouw de Landbond der Dietsche Trekvogels op – een muziekgezelschap in de traditie van de Duitse jeugdmuziekbeweging en de conservatieve jeugdbonden, die kampvuurromantiek verbonden met de verheerlijking van het soldatenbestaan en de natie. Met een gilde van speellieden trok hij door het land, waarbij hijzelf de aartsluit en zijn vrouw de dubbelkorige luit bespeelde; allen waren gekleed in zeventiende-eeuwse dracht. Daarnaast verzamelde hij antieke muziekinstrumenten en replica's daarvan (hij zou zijn collectie september 1942 in Amsterdam vanwege geldnood laten veilen).

Wirth koppelde de concerten aan propaganda-avonden voor zijn völkische variant van de Wandervogelbeweging, die aan herleving van de traditionele volkscultuur en herstel van de gemeenschapszin zou moeten bijdragen. De Trekvogels werden ondersteund vanuit conservatieve kringen, waaronder koningin Wilhelmina. De organisatie was extreem nationalistisch en gericht tegen het grotestadsleven. Als embleem diende een opwaarts vliegende zonne-adelaar met (omgekeerd) hakenkruis, ariosofische symbolen die sinds de Berlijnse Kapp-putsch van maart 1920 overwegend met antisemitisme werden geassocieerd. Dat alles stond een uitnodiging om voor het koninklijk huis op te treden kennelijk niet in de weg. Andere jongerenbewegingen namen deze organisatie niet serieus. Men constateerde spottend dat Wirth:
... ons wilde laten wandelen in pakjes waarin we gedeeltelijk op een Blaricumse schilder, gedeeltelijk op een watergeus zouden lijken. We zouden weer gaan leren zingen en gewapend met dubbelkorige luiten naar heem- en gouwfeesten trekken, en niet meer 'Bonjour' maar 'Heil' tegen elkaar zeggen. 
In Zwolle organiseerde Wirth mei 1922 een groot openluchtspel voor kinderen in het kader van een landelijke demonstratie van de geheelonthoudingsbeweging. Dit was ook de laatste keer dat de Dietsche Trekvogels van zich lieten horen. De gedachte sloeg in Nederland niet aan, de belangstelling voor de uitvoeringen viel tegen.
Wirth was inmiddels begonnen aan een groot onderzoek dat uiteindelijk zijn levenswerk zou worden. Hij ging zich verdiepen in vakgebieden als archeologie, volkskunde, religiewetenschappen en oudgermanistiek. In vergelijking met vakgeleerden bleef hij echter een amateur, wat hem later zou opbreken. Tevergeefs vroeg hij de Rijkscommissie voor de Monumentenzorg in september 1921 om een subsidie van maar liefst 8000 gulden voor een onderzoek naar 'De zinnebeeldige teekens in Nederland', gezien vanuit de grotere samenhang van het Ario-Germaanse ras. In zijn schriftelijke toelichting was sprake van megalithische gedenktekens, primitieve runeninscripties en oeroude lichtrituelen, waarvan de diepere betekenis nog slechts aan ingewijden bekend was. Moderne stromingen, met name humanisme en calvinisme, hadden deze erfenis geprobeerd te vernietigen, maar bij het gewone volk bestond nog altijd "een donker instinct" dat de herinnering hoog hield. Onderdirecteur E.J. Haslinghuis en de kunsthistoricus Hofstede de Groot reageerden verbolgen. Wirths denkbeelden bestonden volgens hen uit wilde fantasieën die taal en etnische afkomst op een grote hoop gooiden en uitliepen op de verheerlijking van een "blond lichtvolk".

#### Friesland
In augustus 1922 kreeg Wirth – inmiddels 37 jaar oud – een onbezoldigde aanstelling als assistent aan het Germanische Seminar te Marburg an der Lahn (Hessen), met als leeropdracht Nederlandse volkskunde en volksgeschiedenis, maar hij keerde eerst met studieverlof terug naar Nederland. Eind maart 1923 vond hij een tijdelijke baan in Sneek, waarna hij gedurende tien maanden als leraar Nederlands en aardrijkskunde aan het gymnasium verbonden was. Intussen deed hij onderzoek naar de plattelandscultuur. Hij doorkruiste de provincie op zijn motor, interviewde bejaarde vaklui en maakte foto's van uilenborden, grafstenen en andere voorwerpen die hij later als lichtbeelden vertoonde. Zijn methode bestond uit het ontcijferen van oeroude symbolen die hij overal om zich heen dacht te zien. Door hun herkomst te achterhalen meende hij het oudste schrift en daarmee ook de oudste religie van de mensheid te kunnen reconstrueren. Hij noemde deze methode paleo-epigrafie: studie naar symbolische inscripties uit de vroegste menselijke geschiedenis, waarvan hij meende dat zij – in tegenstelling tot mythen – de tijd ongerept hadden doorstaan. Wat Wirth naar Friesland heeft gebracht, is niet duidelijk; zijn oudste foto-opnamen dateren uit 1911, toen hij zijn belangrijkste sponsor, de invloedrijke domineesweduwe Anne Wilhelmine Posthumus Meyjes-Star Numan op de Riniastate te Oudemirdum bezocht. Zijn zoektocht naar oeroude geveltekens voerde hem ook naar West-Friesland en Twente.

Op 2 november 1922 hield Wirth voor het Friesch Genootschap in Leeuwarden een lezing over De uileborden en andere zinnebeeldige tekens in Friesland, waarbij hij zijn theorieën en onderzoeksplannen uitvoerig uit de doeken deed. Daarbij kwam voor het eerst het Oera Linda-boek ter sprake, een toevalvondst die zijn leven zou veranderen:
Dit boek, een oeroude overlevering, opgeschreven in de geweldige strijd van Friezen en Franken, is een waar boek, staat hoger dan het Testament en is een antwoord op het zesspakige rad (teken van God). Hoe verminkt dit boek mag worden door hen die er niets van begrijpen, al blijven er maar tien bladzijden van bestaan, dan zullen die toch nog het hoogste en waardevolste zijn, wat ooit uit het Oosten tot ons is gekomen.
Wirths bezigheden wekten niet alleen in Friesland, maar ook daarbuiten veel interesse. Het Genootschap kende hem een subsidie toe voor het maken van foto's. Maar zijn enthousiasme voor het Oera Linda-boek lokten tevens een reactie uit van de Friese voorman ds. Geert Ailco Wumkes, die benadrukte dat het bij dit boek om een recente vervalsing ging. Wumkes, werkzaam aan dezelfde school, herinnerde zich later zijn felle kop en electrificerende verschijning, maar ook het schelden op de 'haatleer van Jahwe' en het verheerlijken van Wralda, de vermeende godheid van de heidense Friezen. Toch noemde de ariosoof Wirth zichzelf wel degelijk "een diep gelovig christen". De orthodox-hervormde Wumkes was er echter van overtuigd dat pangermanisme, jodenhaat en ongeloof al in de tekst van het Oera Linda-boek zaten ingebakken. In joodse kringen reageerde men eveneens bezorgd op Wirths plannen de oud-Germaanse godencultuur in ere te herstellen. De weerstand die zijn opvattingen opriepen schijnt een van de redenen te zijn geweest dat hij vervroegd naar Duitsland terugkeerde.
Juni 1923 kondigde hij in de Nieuwe Rotterdamsche Courant zijn nieuwe boek aan, dat zou aantonen dat hoe men door 'erfherinneren' (een term van de ariosoof Guido von List) het sluimerende geloof van Oergermanen weer tot leven zou kunnen wekken. De hoofdlijnen van zijn betoog stonden al vast, zo blijkt uit een lang interview. Wirth liet zich volledig meeslepen door zijn eigen enthousiasme. De foto's die hij "in het gehele Noordzeegebied, van Holland tot Denemarken toe" had verzameld, bewezen volgens hem dat de symbolentaal in deze regio "een rechtlijnige continuïteit van het jonge steentijdperk tot op de huidige dag" liet zien. De geveltekens en houten grafpalen die rond de Zuiderzee en in Twente voor zijn camera kwamen, toonden "een zo ongelofelijke oude overlevering" dat hij iedere vorm van twijfel had laten varen.
Wirth geloofde in buitenzintuigelijke waarneming: de diepere betekenis van de door hem bestudeerde symbolen was hem grotendeels via zijn vrouw geopenbaard. Het echtpaar Wirth stond erom bekend dat ze zich geregeld vertoonden in handgemaakte tunieken naar oud-Germaanse snit. Hun samenwerking was hecht; Margarete typte 's avonds de teksten uit die Herman had geschreven. Hij plaatste haar op een voetstuk, zij verdedigde hem door dik en dun. Hun pasgeboren dochter noemden ze Adela (1923), naar de 'volksmoeder' en priesteres uit het eerste deel van het Oera Linda-boek. De jongste dochter Ilge (1929) werd later aan het bezoek getoond als een 'zonnekind' dat de zienerstaak van haar moeder zou voortzetten.

### Atlantis
Wirth vestigde zich in februari 1924 bij zijn gezin in Marburg, waar hij een villa aan de Kaffweg (nu: Gerichtsweg 9) had laten bouwen. Het huis kreeg de naam 'Eresburg', genoemd naar een mythische hoeve in de schaduw van de wereldboom Irminsul. Zijn schoonouders trokken later bij hen in; vaak had het echtpaar ook kostgangers. Wirth werd augustus 1925 lid van de nazipartij, maar bedankte het jaar daarop om zijn (deels joodse) geldschieters niet voor het hoofd te stoten. Pas vanaf 1931 sprak hij zich in zijn geschriften openlijk uit ten gunste van het nationaalsocialisme.
In 1928 publiceerde Wirth na drie jaar afzondering zijn eerste grote studie over de geschiedenis van de mensheid, waarin hij – in navolging van Ludwig Wilser, Willy Pastor en Wilhelm Schmidt – probeerde te bewijzen dat het monotheïsme de oorspronkelijke religie van de oude Germanen was, voordat dit door oosterse (lees: joodse) invloeden werd gecorrumpeerd. De titel Der Aufgang der Menschheit was een antwoord op het cultuurpessimisme dat doorklonk in Oswald Spenglers De ondergang van het Avondland (1918-1923). Het boek was prachtig uitgegeven door Eugen Diederichs in Jena, chaotisch geschreven, maar overtuigend door het vele materiaal waarin de lezer werd ondergedompeld. Diederichs noemde het boek de "bekroning en rechtvaardiging" van zijn publicitaire werk: het ultieme bewijs dat het licht der mensheid ook in de toekomst uit het noorden diende te komen.
Het christendom zou, zo luidde Wirths redenering, in de vroegste steentijd zijn ontstaan in het verre noordwesten van Europa. Daar lag het continent Atlantis, het legendarische Thule dat werd bewoond door beschaafde zeevolken van het Atlantisch-Noordse ras, oftewel de eerste Ariërs, die nog volledig in harmonie met de seizoenen leefden. Al het goede van de mensheid kwam bij hen vandaan, van wetten en religie tot eerste lineaire schrift ter wereld: het futhark-runenalfabet. Ze aanbaden de moedergodin als spil van de goddelijke drie-eenheid en bouwden megalitische monumenten. Toen dit continent 10.000 jaar geleden door verschuivingen van de continenten onbewoonbaar werd, trokken de inwoners naar het zuiden en vestigden zich in het Doggerland oftewel Polsete-Land in de Noordzee; het rotseiland Helgoland vormt hiervan een laatste restant. Wirth noemt hen de Tuatha-volkeren, zijns inziens de oudste voorouders van de Germanen (en dus ook van de Friezen). Nadat ook hun gebied in het laatste millennium voor Christus ten gevolge van een reusachtige stormvloed verdronk, verspreiden hun nakomelingen zich over het continent.
Christus stamde af van zo'n verdwaalde blanke volksstam die per schip in Palestina was beland (in lijn met wat Chamberlain eerder had betoogd). Maar het christendom raakte besmet met Oosters despotisme en bijgeloof en verloor de helende band met de oorspronkelijke moedergodin. De voorouders keerden zich af van de natuur en gingen oorlogsgoden aanbidden. De vaderlijke god werd een dictator, zijn zoon een lijdzaam slachtoffer, de vrouw tot lustobject gemaakt. In de steden heerste het verval; alcohol, vlees eten en tabak deden hun verwoestende werk; de eigen cultuur dreigde ten onder te gaan. Alleen door terug te gaan naar de oorspronkelijke bronnen zou de westerse beschaving kunnen worden gered.

#### Occulte netwerken
Met deze denkbeelden sloot Wirth nauw aan bij bestaande ariosofische en occulte netwerken die al langer op zoek waren naar een alternatieve vorm van Christusgeloof dat zich beter met het Germaanse heldendom liet verenigen. Wirths geloofsopvatting laat zich het best beschrijven als Stirb und werde! – durf jezelf op te offeren voor het welzijn van de natie. Mede dankzij hem kreeg de Duitse Geloofsbeweging van Jakob Hauer – een nazistische en antisemitische richting binnen het Duitse protestantisme – flink de wind in de zeilen. Ook het ideaalbeeld van een verzonken Atlantis, Thule of Hyperborea werd volop in deze kringen gepropageerd, onder andere door Karl Georg Zschaetzsch, Guido von List, Jörg Lanz von Liebenfels en Rudolf John Gorsleben. De kosmologie van ondergang en wedergeboorte, de eeuwige strijd tussen zee en land, water en vuur paste wonderwel bij de mystieke wereldijsleer van de Oostenrijker Hanns Hörbiger, door veel tijdgenoten fanatiek verdedigd tegen de kritiek van de gevestigde wetenschap. Het symboliseerde tegelijkertijd de strijd van het heldhaftige Duitse volk tegen de maritieme staten die het land in 1919 tot een vernederend vredesverdrag hadden gedwongen. In een volgende, rijk geïllustreerde studie, Die heilige Urschrift der Menschheit, die tussen 1931 en 1936 in veertien delen verscheen, zette Wirth zijn ideeën over de symbolentaal verder uiteen. Het was zijns inziens de definitieve afrekeningen met de aanspraken van het jodendom op de erfenis van het noorden.
Het Atlantisbeeld dat Wirth ontwierp had diepgaande invloed op de populaire cultuur in het Derde Rijk. De succesvolle pseudohistorische romans van Edmund Kiss (1930-1939) waren grotendeels gebaseerd op zijn geschriften, net als de populaire sciencefictionbladen van Lok Myler (=Paul Alfred Müller) onder de titel Sun Koh, der Erbe von Atlantis (1933-1936) en weekoplagen van 60 tot 90.000, gevolgd door het iets minder succesvolle Jan Mayen, der Herr der Atomkraft (1936-1938). De Atlantisgedachte werkte verder door in de bestseller Der Mythus des zwanzigsten Jahrhunderts (1930) van partij-ideoloog Alfred Rosenberg, die er zelf echter weinig betekenis aan toekende, verder bij de rechts-radicale publicist Heinrich Pudor, die zich op Helgoland concentreerde. De geograaf Albert Herrmann meende in 1934 een Friese Atlantiskolonie in Noord-Afrika te hebben ontdekt. Ook de metafoor van het dodenschip in Gottfried Benns Totenrede für Klabund (1928) is op Wirths Der Aufgang der Menschheit terug te voeren.
Binnen de nazipartij bestond echter ook veel kritiek op Wirth, verwoord door partij-ideoloog Alfred Rosenberg die zijn geschriften veel te zweverig vond. Zijn gedachten over de positie van de vrouw, die teruggrepen op de moederrechtstheorie van Johann Jakob Bachofen, waren volgens Rosenberg niet heldhaftig genoeg, te pacifistisch of zelfs feministisch. Zijn verheerlijking van de Noordse godenwereld zou bovendien onnodig wantrouwen oproepen bij het conservatieve kerkvolk. Daarentegen voelden vooral vrouwen uit het rechts-nationale kamp zich door Wirths werk aangesproken; zij vormden een groot deel van zijn publiek. Het ideaalbeeld dat hij schetste vormde een belangrijk tegenwicht tegen opkomende kameraadschapsretoriek. "De vrouw is het hogere wezen" , verkondigde Wirth, alleen dankzij haar kennen we de zin van het leven. Met feminisme had dat overigens weinig te maken: zijn verheerlijking van de vrouw onderstreepte juist het bestaande onderscheid tussen de geslachten en legt de nadruk op de rol van de vrouw in de voortplanting.

#### Cultfiguur of charlatan?
Wirths was een charismatische persoonlijkheid – drager van legergroene reformkleding met korte broek, geheelonthouder, vegetariër, rauwkosteter en seksueel puritein, maar ook liefhebber van snelle auto's en specialist op het gebied van de fotografie en filmtechniek. Naar verluidt was hij een van de meest gevraagde sprekers van het Duitse Rijk. Hij wist het publiek enthousiast te maken met zijn lezingen en publicaties, doorspekt met aanvallen op de gevestigde academische orde en de kerkelijke orthodoxie, maar ook op joden en marxisten. Een Zweedse geleerde karakteriseerde hem als de Adolf Hitler van de wetenschap: een tovenaar die zijn publiek met emoties op sleeptouw nam. Hij riep zijn toeschoorders op te vertrouwen op hun intuïtie: de mensheid stond volgens hem op de rand van een nieuwe dag; in het heldere licht van de oertijd zouden de misvattingen uit het nabije verleden in de nacht verzinken. Voor het publiek was hij een soort cultfiguur, de meeste collega's beschouwden hem als charlatan.
Wirths werk werd ondersteund door de in 1928 opgerichte Herman-Wirth-Gesellschaft e.V., een vereniging met afdelingen in diverse steden. Altijd in geldnood wist hij telkens vooraanstaande personen te vinden die het ariosofisch-völkische gedachtegoed aanhingen en bereid waren zijn werk te financieren. De rijke koffiemagnaat en mecenas Ludwig Roselius (1874-1943) uit Bremen, die nauwe relaties had met de kunstenaarskolonie in Worpswede, beschouwde hem min of meer als huisgeleerde. Roselius gaf opdracht tot de bouw van het 'Haus Atlantis' in de Böttcherstraße in 1930/31, ontworpen door de beeldhouwer , maar geïnspireerd door Wirth en bedoeld om hem een woon- en werkplek te geven. De gevel werd versierd met een reusachtige crucifix in de vorm van de wereldboom, geplaatst binnen een zonnerad, waarbij de gestalte van Christus werd gelijkgesteld aan de Noordse God Odin. Dit geruchtmakende kunstwerk is door geallieerde bombardementen in 1944 verloren gegaan; de rest is tien jaar later herbouwd. Bij het complex hoorden verder een bibliotheek (de Friesen-Bibliothek), een oudheidkundig museum (met de archeologische bibliotheek van wijlen Gustaf Kossinna), een tentoonstellingsruimte en een spectaculaire vergaderzaal in de vorm van een hemelkoepel.
In Marburg probeerde Wirth intussen een universitaire lesbevoegdheid (habilitatie) te verwerven. Maar dit mislukte volledig: decaan Hermann Jacobsohn, een gerenommeerd taalkundige, oordeelde in november 1929 dat Wirths boek amateuristisch was, vol stond met onzin en zich ver beneden het niveau bevond dat van een wetenschapper mocht worden verwacht.

#### Jeugdbeweging
Opnieuw begon het echtpaar een groep jongeren om zich heen te verzamelen. De energieke professor werd het middelpunt van een handvol idealistische jongemannen die zijn opvattingen en levensstijl deelden. Gangmaker was zijn assistent Werner Haverbeck (1909-1999), die vanaf 1930 langere perioden bij hen inwoonde en te zijner tijd bij Wirth wilde promoveren. De mannen bleven een leven lang bevriend. Haverbeck was lid van de SA en behoorde tot de top van de Hitlerjeugd en de Nationaalsocialistische Studentenbond, waar hij Wirths ideeën begon uit te dragen. Hij vond de naziorganisaties te militaristisch en pleitte voor een verinnerlijking van de völkische waarden met veel muziek, toneel en ritueel. Februari 1932 hield Wirth in Berlijn een inspirerende toespraak aan een groep jongeren uit de traditionele jeugdbonden met als motto de terugkeer naar het Noorden (Aufbruch des Nordens) onder het teken van het hakenkruis.
Haverbecks eigenmachtige optreden leidde tot zijn verwijdering uit de Hitlerjeugd, waarna hij in december 1932 een eigen jeugdorganisatie vormde, de Arbeitsgemeinschaft Deutsche Jugend rund um Herman Wirth. De organisatie bestond maar kort; de daadkrachtige Haverbeck trad toe tot de staf van Rudolf Heß en kreeg in juni 1933 als eerste taak het integreren van jeugdbonden en natuurbeschermingsorganisaties in de nieuwe staatsorde. Wirths droom van een levende, in oeroude tradities gewortelde jeugdbeweging leek zo alsnog werkelijkheid te worden, maar Haverbeck kreeg al snel weer andere taken. Hij was de eerste die in 1937 in het nieuwe vak Sinnbildkunde aan de Universiteit van Heidelberg zou promoveren.

#### Bad Doberan
Oktober 1932 vertrok Wirth naar Rostock, met in zijn kielzog maar liefst vijftien assistenten (waaronder zijn secretaris Wolfram Sievers, Alarich Augustin, Otto Huth, Werner Müller, de al wat oudere Joseph Plassmann en daarna ook Haverbeck). De NSDAP-deelstaatregering had hem gevraagd leiding te geven aan een nieuw onderzoeksinstituut te Bad Doberan (Forschungsinstitut für Geistesgeschichte e.V.), ondergebracht in de deftige 'Villa Möckel'. Dit instituut zou dan weer verbonden worden met een openluchtmuseum, een volkshogeschool en een leerstoel. Wirth doopte zijn onderzoeksveld Geistesurgeschichte, dat is studie naar de oudste bronnen van het religieuze denken. Het was de eerste aanzet voor wat later de Ahnenerbe zou worden: het weer tot leven brengen van het religieuze erfgoed dat de voorouders in ons hebben nagelaten. Het echtpaar voelde zich hier helemaal op zijn plaats; ook zijn schoonouders kwamen mee. Geregeld aten allen mee aan tafel, waarbij de assistenten hem en zijn vrouw als 'vader' en 'moeder' aanspraken.
Maar het debacle van Marburg herhaalde zich. Wirth mocht dan wel de lieveling van het publiek en van de studenten zijn, de universiteit kon niks met hem beginnen. Zijn belezenheid kan niet verhullen dat hij geen idee heeft hoe de vork werkelijk in de steel zit, oordeelde een van de professoren. Politieke steun bleef uit: Hitler had het niet zo op met de Dunkelmänner en hun noordse religie; hij waardeerde alleen het enthousiasme dat zij voor de nazibeweging creëerden. Onverrichter zake vertrok Wirth voorjaar 1933 naar Berlijn; het instituut werd in november formeel opgeheven; de nalatenschap ging op in de Ahnenerbe. De meeste assistenten zouden daar ook terecht komen.

#### Berlijn 1933
Wirth had – na aanvankelijke aarzelingen – grote verwachtingen van het Hitlerregime; hij hoopte eindelijk de erkenning te krijgen waarop hij recht meende te hebben en schreef de ene publicatie na de andere. Zijn belangrijkste medewerker in Berlijn, de antisemitische journalist Johann von Leers propageerde intussen zijn gedachtegoed via het tijdschrift Nordische Welt, terwijl ook Die Sonne, Nordische Stimmen en Germanien eenzelfde geluid verkondigden.
Mei 1933 richtte Wirth in Berlijn samen met Plassmann de tentoonstelling Der Heilbringer in, over de oudste voorlopers van de christelijke god. De oeroude Thule-cultuur uit het hoge noorden werd hier voorgesteld als belangrijkste inspiratiebron voor de mensheid; de ondertitel "van Thule naar Galilea en weer terug" gaf aan hoe hij de werdegang van het Christusgeloof zag. Geestelijk herstel vergde een omgekeerd pad, terug naar de oorspronkelijke waarden van het hoge noorden. De suggestie was tevens dat Adolf Hitler de verlosser van het Duitse volk was. In Wirths lezingen speelden de lichtbeelden die hij onder andere in Friesland had gemaakt een belangrijke rol. Volgens Nederlandse kranten was dit "een show, die een paar maal geprolongeerd moest worden, en elke dag opnieuw volliep [met] complete schoolklassen en SA-gardes". De tentoonstelling was daarna te zien in Bremen; de verhuizing naar Rostock en Schwerin werd wegens geldgebrek afgelast. Zijn vakgenoten bleven kritisch. Op een archeologencongres in Bremen, het eerste Nordische Thing dat in juni 1933 werd gehouden in 'Haus Atlantis', liep Engelse en Duitse vakgenoten boos weg toen Wirth het woord nam.
Oktober 1933 werd hij lector godsdienstwetenschappen in Berlijn, verantwoordelijk voor de opbouw van een collectie voor volksgebruiken en prehistorische religie (Volksbrauch und Urreligion), maar zonder leerstoel of lesbevoegdheid. Het was vooral een politieke benoeming. Enkele maanden later verhuisde het gezin vanuit de modieuze tuinwijk Berlijn-Eichkamp naar Michendorf bij Potsdam waar hij in opdracht van de Brandenburgse deelstaatregering een openluchtmuseum voor prehistorische religie – de Freilichtschau "Deutsches Ahnenerbe" – zou stichten. Maar ook daar bleef hij kort: via het forenzenstadje Biesenthal kwam het gezin terecht in Berlijn-Zehlendorf, waar behalve zijn schoonouders ook zijn assistent Wolfram Sievers bij hen inwoonde.
Wirth was inmiddels weer lid geworden van de NSDAP; Martin Bormann zorgde dat hij als oudgediende zijn oorspronkelijke ledennummer (nr. 20.157) terug kreeg. Twee jaar later werd hij opgenomen in de SS (nr. 258.776), sinds september 1937 in de rang van Hauptsturmführer. Zijn teksten, waaronder het publieksboek Was heißt Deutsch? uit 1931, schaafde hij intussen bij zodat ze beter in de partijlijn pasten. Openlijk kwam hij uit voor een vorm van rassenhygiëne die onwaardige levens wilde beëindigen. Tegelijkertijd maakte hij – samen met Johann von Leers – enige tijd deel uit van de leiding van Jakob Hauers Duitse Geloofsbeweging en was hij redacteur van het verenigingsblad Deutscher Glaube. Toen het hem niet lukte hierin een prominente rol te spelen, trok hij zich terug.

### Oera Linda
De publicatie van Die Ura Linda Chronik in december 1933 – opgedragen aan "mijn Germaanse moeders" en bedoeld als "Joel-geschenk voor het Duitse volk" – leidde tot een ware hype. Wirth zag in het Oera Linda-boek de oerbijbel van de Germanen, een opvatting waarin hij gesteund werd door Heinrich Himmler, de leider van de SS. In de toelichting schetst hij het ideaalbeeld van een mythisch Friesland aan de wieg van de hele westerse beschaving, raszuiver en matriarchaal, geregeerd door vrouwen, maar ondermijnd door oosterse despoten, oriëntaals-joodse cultuur en katholiek geloof. Hij plaatste zichzelf de traditie van 'noordse bewustwording', in gang was gezet door rassentheoretici als Arthur de Gobineau, Paul de Lagarde en Houston Chamberlain. Zijn fans waren laaiend enthousiast, maar Duitse vakgenoten reageerden geschokt. Antisemitisme was niet het probleem, wel zijn bedenkelijke omgang met wetenschappelijke kennis. Dat hij zijn critici vervolgens betitelde als een 'opportunistische professorenclan' van 'jodenknechten' deed zijn zaak evenmin goed.
Wirth had zijn hand overspeeld; op 5 mei 1934 werd hij in een openbaar debat door vier geleerden terechtgewezen. Dat gebeurde in de aula van de Berlijnse universiteit ten overstaan van 1300 toehoorders. De professoren namen hem kwalijk dat hij overgeleverde tekst niet aan een kritisch onderzoek had onderworpen alvorens die te vertalen. Men vond het bovendien ongepast dat hij geloof hechtte aan een geschrift waarin beweerd werd dat de Friezen de enige echte Germanen waren, terwijl de rest van de Duitsers er maar bekaaid van afkwamen. Wirth werd publiekelijk neergezet als fantast en amateur; openlijke steun kreeg hij alleen van zijn secondant Walther Wüst, zijn medewerkers Otto Huth en Johann von Leers en de bejaarde amateurgeleerde Wilhelm Teudt. Zijn fans reageerden geschokt en organiseerden op 23 juni een steunbijeenkomst, maar Alfred Rosenberg, die de Atlantismythe inmiddels een plaats in zijn eigen werk had gegeven, verordonneerde de pers er niet meer over te schrijven.
Zijn belangrijkste fan, Heinrich Himmler, liet zich echter niet van de wijs brengen. Hij liet het Oera Linda-boek uitvoerig bestuderen door de taalkundige Otto Maußer, verbood verdere kritiek en gelastte nog eind jaren dertig meerdere onderzoekingen op Helgoland, die pas onder druk van de naderende oorlog werden afgebroken. Vermoedelijk in juni 1934 maakte Himmler voor het eerst persoonlijk kennis met Herman Wirth tijdens een gespreksavond bij Johan en Gesine von Leers; ook rijkslandbouwminister en boerenleider Walther Darré was daarbij aanwezig. Himmler kon Wirth en diens Gesellschaft für germanische Ur- und Vorgeschichtsforschung – de voortzetting van de Herman-Wirth-Gesellschaft – goed gebruiken. Het onderwerp was volop in de mode; de symboliek die Wirth aanreikte leek geknipt om de massa te kunnen mobiliseren. Maar ook de sponsorgelden die Gesine von Leers voor de vereniging wist binnen te halen, waren de SS erg welkom.

#### Weerklank in Friesland
In de Nederlandse pers werden de discussies over het Oera Linda-boek op de voet gevolgd. Wirth bezocht in december 1934 Leeuwarden, waar hij drie lezingen hield voor de Federaasje fan Fryske Studinteferienings. De studenten vonden het ongepast dat hij zijn lezing in het Nederlands zou houden; hij sprak daarom Duits, omdat hij naar eigen zeggen het Fries nog niet machtig was. Een handvol studenten ging mee terug naar Duitsland om bij hem in de leer te gaan, anderen werden op pad gestuurd om koekplanken te verzamelen. Het volgende voorjaar maakte hij in Berlijn de tentoonstelling 'De Levensboom in het Germaanse volksgebruik', waarna hij in augustus terugkeerde naar Friesland voor een studiekamp bij de Volkshogeschool Allardsoog te Bakkeveen. Hij toonde zich daarbij een warm pleitbezorger voor "de grootse zending van de nordische mens". Ook organiseerde hij een archeologische opgraving bij de 'Poppestien' (kindersteen) in Burgum, waarvan hij dacht dat dit een prehistorisch heiligdom betrof. Een tweede opgraving bij Langweer werd van overheidswege verboden.
Wirths propaganda voor het 'nieuwe heidendom' van de Duitse Geloofsbeweging stuitte echter in Nederland op kritiek, zijn succes bij het grotere publiek was aanvankelijk beperkt. Wetenschappers hekelden zijn verouderde schoolboekjeskennis. "Hier zijn de lopers te vinden, die alle deuren openen", meende oudgermanist Jan de Vries, die waarschuwde voor wilde speculatie. Eerder noemde hij Wirth al "de grootste mythograaf van de twintigste eeuw".
Zijn opvattingen sloegen bij een deel van de NSB-aanhang juist aan, met name bij NSB-organisatieleider Franz Farwerck, journalist Nico de Haas en andere leden van Der Vaderen Erfdeel, een fanclub voor de Ahnenerbe die in 1940 werd omgedoopt tot Volksche Werkgemeenschap. Hetzelfde gebeurde in Friesland, onder andere bij de antropoloog Haring Piebenga (omstreeks 1935 enige tijd Wirths secretaris), journalist Willem Hielkema, ingenieur Jan Bartele Vries en veearts-dichter Rintsje Sybesma. De laatste, leider van het Frysk Fascisten Front, noemde Wirths Ura Linda Chronik in 1934 "een tweede bijbel". Ook ariosofen als amateurarcheoloog Hendrik Bellen uit Assen, toneelschrijver August Heyting en de Groningse NSB-ideoloog Tjark Bontkes lieten zich door Wirths geschriften inspireren. Heyting verklaarde in 1941 dat het Oera Linda-boek volgens hem op een oeroude tekst was gebaseerd. De historicus Frans J. Los uit Castricum, die toetrad tot de SS, en de völkisch-schrijvende ingenieur Jacques Overwijn uit Dordrecht, die zich juist bij het verzet aansloot, bleven ook na de oorlog pleiten voor de 'echtheid' van het Oera Linda-boek.

### Ahnenerbe

#### Berlijn
Juli 1935 richtte Himmler samen met Wirth en Darré het SS-onderzoeksbureau Deutsches Ahnenerbe: Studiengesellschaft für Geistesurgeschichte e.V. op. De vijftigjarige Wirth kreeg formeel de leiding; hij werd verantwoordelijk voor de afdeling die schriftelijk en symbolisch erfgoed bestudeerde (Pflegstätte für Schrift- und Sinnbildkunde). Gedurende korte tijd fungeerde hij als 'Himmlers hofgeleerde'; zijn woord was wet, zijn plannen waren richtinggevend. Om zijn stellingen over de herkomst van het Noordse ras te kunnen onderbouwen, maakte hij in september 1935 een studiereis naar Zweden, waar hij prehistorische rotstekeningen uit de Bronstijd bestudeerde. Hieraan gekoppeld was een druk bezochte lezing voor het extreemrechtse Genootschap Manhem te Stockholm. De filmopnamen die hij tijdens deze reis maakte, vormde de aanleiding voor een grotere expeditie naar Zweden en Noorwegen in de nazomer van 1936, waarbij grote oppervlakten rotstekeningen met behulp van gipsafgietsels, film en fotografie werden ggedocumenteerd. De reis was een succes, mede dankzij de welwillendheid van de Zweedse autoriteiten, maar hij zou niet worden herhaald.
Wirths succes duurde echter maar kort. Zijn negatieve houding ten aanzien van het christelijke geloof werd door de partijleiding gezien als een risicofactor die de steun voor het regime zou kunnen ondermijnen. Wat hij had geschreven over het matriarchaat en de relativering van het mannelijke leidersprincipe strookte sowieso niet met de partijlijn. Op de Reichsparteitag van Neurenberg in september 1936 zette Hitler de aanval in. Hij hekelde de "vage Noordse frasen" over een Atlantische beschaving. En terloops maakte hij ook de Böttcher-straatcultuur belachelijk; geldschieter Roselius moest diep door het stof.
Himmler, verwikkeld in een heftige machtsstrijd met Rosenberg en diens overheidsdiensten, besloot daarom tot een vlucht naar voren. Naar verluidt opgestookt door verontruste archeologen verving hij Wirth in maart 1937, nadat hij hem eerder had ontheven van zijn belangrijkste taken. Niet alleen had Wirths geloofwaardigheid geleden onder de publieke discussies; ook riepen zijn chaotische werkwijze, zijn omgang met ondergeschikten en de kosten van de Scandinavische expeditie irritatie op. Het echtpaar Wirth leefde ver boven zijn stand en had enorme schulden (84.000 rijksmark, bijna vierenhalf keer zijn riante jaarinkomen). Het manuscript van Wirths nieuwe boek Odal: Vom Sinn des Lebens und der Heimat over de oeroude wortels van de boerencultuur voldeed evenmin aan de verwachtingen. Een tentoonstelling over dit onderwerp op de rijksboerendag te Goslar in najaar 1936 werd geschrapt. Zijn collega's meenden hem zelfs op een vervalsing kunnen te betrappen: Wirths reconstructie van de prehistorische zonnekalender van Fossum (Zweden) bleek op een onjuist geïnterpreteerde foto te berusten. Mogelijk had hij zelfs te maken met pesterijen.
De indogermanist Walther Wüst, die over betere papieren beschikte, nam het voorzitterschap van de Ahnenerbe over; Wirth mocht erevoorzitter blijven. De zakelijke leiding moest hij overdragen aan zijn assistent Wolfram Sievers. Niet alleen Wirth, ook de groep rond Darré werd vervangen door wetenschappers van zwaarder kaliber. De bejaarde Wilhelm Teudt werd buiten spel gezet, nadat de Ahnenerbe diens onderzoeksinstituut in Detmold had overgenomen. Wirths meest prominente leerling Haverbeck werd door Himmler persoonlijk uit de SS gezet; hij kon zijn geschriften niet publiceren en koos voor een diplomatieke loopbaan. Speculatieve  germanofilie (Deutschtümlerei) moest plaatsmaken voor een robuustere, streng-wetenschappelijk gefundeerde rassenwetenschap die ook voor de buitenwereld geloofwaardig was. Tegelijkertijd kwam de Duitse Geloofsbeweging waarmee Wirth en zijn entourage zich eerder verbonden voelden sterker onder controle van het regime te staan.
Aanvankelijk werd Wirth maart 1937 met zijn staf teruggestuurd naar Marburg, waar zijn afdeling werd samengevoegd met de Hauptstelle für Sinnbildforschung van Karl Theodor Weigel. Maar het boterde niet tussen beide onderzoekers, Wirth voelde zich bekeken, Weigel wist zich geschoffeerd. December 1938 werden de laatste formele banden die Wirth met de Ahnenerbe had doorgesneden en moest hij zijn lidmaatschap beëindigen. Het gezin bleef achter in de halflege villa. Het instituut verhuisde begin 1939 naar een voormalig kindertehuis te Horn-Bad Meinberg, dicht bij het vermeende heiligdom Externsteine in het Teutoburgerwoud, waar de nazi's – in navolging van Wilhelm Teudt – de Germaanse wereldboom Irminsul vermoedden. Wirth belandde op een zijspoor en fungeerde als kop van jut. Hij was inmiddels professoraat kwijt; zijn verzameling had hij in Berlijn moeten achterlaten, de zeldzame boeken gingen terug naar Roselius. Publiceren was niet meer mogelijk, zelfs niet in Nederland, hoewel zijn werk daar enige vermaardheid genoot. Hij wilde terug naar zijn geboorteland, schreef hij een Zweedse collega, maar dat had men hem verboden.

#### Nederland
Maar ook al moest Wirth in Marburg blijven, het leek alsof zijn schaduw wel degelijk naar Nederland terugkeerde, aldus historicus Bernard Mees. In het NSB-kaderblad Volksche Wacht verscheen vanaf september 1939 een enthousiaste serie over zijn geniale 'ontdekkingen' en ook tijdens de oorlogsjaren bleef men hem citeren. Succesvolle fotopropagandaboeken als Zinnebeelden in Nederland (1940) en Friesland – Friezenland (1942), ademen Wirths geest, mede dankzij de pakkende beelden van SS-fotograaf Willem van Heemskerck Düker en de teksten van uitgever Herman van Houten en volkskundige Sytse Jan van der Molen.
Twijfel aan het leiderschapsprincipe of aan het wetenschappelijke gehalte van het onderzoek konden de leiding van de Ahnenerbe er echter niet bij hebben. Ook voor een tournee door Nederland achtte men hem niet de juiste persoon. Wirths aanpak zou in lekenhanden gemakkelijk tot misverstanden kunnen leiden; men had bovendien angst dat zijn boodschap het Friese particularisme aan beide kanten van de grens zou aanwakkeren. De regionale sentimenten waarop de steun voor het regime dreef, konden zich in theorie ook tegen de Duitse eenheid keren. Wirths pogingen om het manuscript Vom Kinderstein und Gottesjahr in 1941 bij uitgeverij Hamer gepubliceerd te krijgen, werden eveneens gedwarsboomd. Zijn kinderlijke verlangen naar het moedertijdperk was, zo oordeelde SS-adviseur Hans Ernst Schneider, typerend voor de halfslachtige steun aan het regime ("Geschichtsfurcht") waar de Nederlanders sowieso al te veel last van hadden.

Bij de grote propagandatentoonstelling Eeuwig levende teekens in het Haags Gemeentemuseum, 15 oktober tot 7 december 1941, werd Wirths naam niet genoemd. Het was de bedoeling om het grote publiek te overtuigen van het gemeenschappelijke erfgoed dat de Nederlanders met hun Duitse buren deelden. De organisatie lag in handen van de gebroeders Heinrich en Josef Ropohl uit Erkelenz, geruggensteund door Karl Weigel, die al ervaring hadden met een vergelijkbaar project. De gestudeerde heren bliezen echter te hoog van de toren en toonden weinig begrip voor de Nederlandse gevoeligheden. Dat leidde tot stevige confrontaties met de medewerkers van de Volksche Werkgemeenschap. Woordvoerder Nico de Haas greep de gelegenheid aan om in het Nederlandse SS-blad Storm nog eens duidelijk op Wirths ontdekkingen te wijzen:
Hermann Wirth heeft ontzaglijk veel stof doen opwaaien en hij 's met meer dan gewone woede aangevallen en verguisd. Onderdelen van zijn werk zijn onhoudbaar gebleken en enkele van zijn gevolgtrekkingen en stellingen onbewijsbaar gebleven of weerlegd. Niettemin blijft er na alle critiek een geweldige, baanbrekende arbeid over en een materiaalverzameling van verbazingwekkenden omvang.
Zonder Wirths Die Urschrift der Menschheit zou de "zinnebeeldvorsing [...] nauwelijks nog denkbaar zijn", benadrukte hij, wat men ook verder van Wirths latere publicaties mocht denken. Schneider rapporteerde naar Berlijn dat het beter was de gebroeders Ropohl nooit meer in bezet gebied te laten werken.

#### Marburg
Wirths opvolgers bij de Duitse Ahnenerbe omarmden stilzwijgend zijn pangermanistische visie. Eind 1937 had de organisatie al bijna veertig wetenschappers in dienst, waarvan het gros zich met volkskunde en zinnebeelden bezig hield. Wirths vroegere vertrouwelingen bleven sleutelfuncties bekleden, ze gingen verder met het onderzoek en maakten gebruik van het materiaal en de inzichten die hij had verzameld. Zo keerde zijn voormalige assistent Alarich Augustin in 1942 terug naar Friesland om een proefschrift over geveltekens te schrijven; Werner Müller besteedde aandacht aan de Ura Linda Chronik. Huth en Plassmann speelden een belangrijke rol in het Ahnenerbe-project Wald und Baum. We hebben een schat aan baanbrekende inzichten over de geschiedenis van de Indo-Germaanse denken aan hem te danken", concludeerde Wolfram Sievers in 1943: "wel beschouwd is hij de grondlegger van het onderzoek naar zinnebeelden", dat zich inmiddels tot een serieuze wetenschap heeft ontwikkeld. Ook bekende völkische fotografen als Erich Retzlaff, Erna Lendvai-Dircksenen Hans Saebens lieten zich door zijn werk inspireren.
De Tweede Wereldoorlog gooide echter roet in het eten. Het zinnebeeldonderzoek raakte steeds verder naar de achtergrond. Wirth is "gekneveld", zijn vereniging vernietigd en het onderzoek verworden tot opgravingskunde, klaagde Johann von Leers herfst 1942 tegenover Walther Darré. Hun gezamenlijke hoop op het geestelijke ontwaken van het Duitse volk was volgens hem veranderd in zijn tegendeel. Ook Weigels Sinnbildarchiv hield geen stand. Het instituut werd in 1943 overgebracht naar Göttingen; het omvangrijke fotoarchief belandde twee jaar later in de kelders van het gedenazificeerde Instituut voor Volkskunde, waarna het materiaal in 1953 opnieuw werd gerubriceerd voor andere doeleinden.
Wirth was intussen teleurgesteld geraakt in het regime. Nu hij niet naar Nederland mocht, probeerde hij het in Zweden. Hij stuurde rijksoudheidkundige Sigurd Curman begin 1939 een uittreksel van zijn nieuwste boek Des Großen Gottes älteste Runen, dat hij in Zweden wilde laten publiceren. Hij beweerde dat hij zelf ontslag had genomen omdat hij zijn onderzoeksvrijheid was ingeperkt en niet langer mocht schrijven over het matriarchaat. Nu zocht hij een aanstelling in dit land, waar de gewetensvrijheid in zijn ogen nog bestond en kondigde aan zijn leven aan de rotstekeningen te willen wijden. De topambtenaar vroeg advies aan zijn collega's en reageerde daarna afwijzend. Een van Wirths meest uitgesproken critici, de archeoloog Nils Åberg die hem eerder in Bremen had leren kennen, was overtuigd van Wirths goede bedoelingen, maar stelde dat de meeste wetenschappers niets met zijn romantische theorieën konden aanvangen. De tekst was volgens hem vooral uit cultuurhistorisch oogpunt de moeite waard, namelijk als een boeiend inkijkje in de cultuur van het Hitlerregime.
Ondanks de vernederingen die hij had moeten ondergaan, bleef Wirth contact houden met Himmler en Sievers. Himmler hielp hem tot februari 1942 aan verdiensten en maakte daarna een terugkeer naar de universiteit mogelijk. Hij kreeg een onderzoekstoelage van het Rijksministerie van Onderwijs, extra middelen van de Deutsche Forschungsgemeinschaft en hij vroeg (tevergeefs) of hij een nieuwe reis naar Scandinavië mocht maken. Hij zocht tevens contact met de antisemitische Arbeitsgemeinschaft "Germanentum und Christentum" van de theoloog Wolf Meyer-Erlach te Jena, die nauwe banden onderhield met vooraanstaande nazi's in Zweden. De SS-leiding achtte zijn vertrek naar het buitenland echter ongewenst en liet de plaatselijke politie voor de zekerheid zijn paspoort innemen. In november 1944 werd hij (op papier) aangesteld tot faculteitsbeheerder (Kustos) van het Instituut voor Duitse Volkskunde te Göttingen, ondanks verzet van de collega's aldaar; hij mocht thuis aan zijn eigen onderzoek blijven werken. Hij behield bovendien de rang van SS-Hauptsturmführer; ook zijn oudste zoon Volkhart (1919-1968) trad toe tot de SS.

### Naoorlogs
In 1945 werd Wirth – inmiddels de zestig gepasseerd – door de Amerikaanse troepen twee jaar lang gevangen gezet en verhoord, maar de onderzoekers kregen geen duidelijk beeld welke rol hij in het regime had gespeeld. Zijn bewonderaars, met name de lutherse theoloog Friedrich Heiler uit Marburg, wisten de autoriteiten met Nederlandse hulp te overtuigen dat Wirth slachtoffer was geworden van politieke intriges. Zijn huis in Marburg was door Amerikaanse inkwartiering uitgewoond, veel fotomateriaal, onderzoeksgegevens en manuscripten waren verdwenen, ook zijn Leica-camera was gestolen. Eenmaal vrijgelaten, verhuisde hij begin 1948 met zijn gezin naar Dieren (Gelderland), waar ze introkken bij zijn zus en zwager. Tevergeefs legde hij zijn plannen voor een Europese Verzameling van Oergodsdienstgeschiedenis voor aan verschillende instanties. Tegenwerking kreeg hij onder andere van vroegere Ahnenerbe-archeoloog Assien Bohmers, die waarschuwde dat Wirth en zijn volgelingen geen afstand hadden gedaan van hun racistische programma. Friedrich Hielscher noemde hem tijdens het Neurenberger Artsenproces in april 1947 een gevaarlijke gek. Wirth merkte dat het gezin, hoewel allen afstand hadden gedaan van de Duitse nationaliteit, in Nederland niet erg welkom was.
Wirth zou later altijd blijven volhouden dat hij zich vanwege zijn bezwaren tegen het regime vrijwillig uit de Ahnenerbe had teruggetrokken. Omdat hij door Himmler aan de kant was gezet, meende hij tevens aanspraak te kunnen maken op een uitkering als oorlogsslachtoffer; nog op hoge leeftijd produceerde hij een kritische brief aan Himmler die zijn onschuld moest bewijzen. Hij beweerde verder dat hij en zijn vrouw maar amper aan het concentratiekamp waren ontkomen. Het echtpaar meende de strijd tegen verdachtmakingen en leugens te moeten aangaan, zodat – zoals zijn vrouw het in 1974 uitdrukt – "het licht van de Duitse ziel weer zal gaan oplichten". Zijn aanhangers hielden dan ook vol dat Wirths betrokkenheid bij de Ahnenerbe na 1938 een kwaad gerucht was dat vooral door antifascisten werd verspreid.
Desondanks bleef hij in zijn publicaties ook na 1945 trouw aan de principes van het nationaalsocialisme en loyaal aan de Führer. Door zijn openlijke afkeer van de naoorlogse politiek verspeelde hij in 1956 het recht op staatspensioen. Zijn antisemitisme wist hij nauwelijks te verbergen. Oud-nazi's die zich van de vooroorlogse rassenwaan probeerden te distantiëren, noemden hem het toonbeeld van al te ver doorgeschoten Germanengekte.

#### Zweden
Onder de schuilnaam H.W. Roeper Bosch week Wirth in oktober 1948 met vrouw, drie kinderen en kleinzoon uit naar Zweden; zijn jongste zoon Gernot (1921) was sinds januari 1943 in Rusland vermist. De volgende zomer was hij even terug in Nederland, waar hij in juni samen met de West-Friese rechtshistoricus en oud-nazi Arian de Goede te Utrecht een Stichting voor Oergodsdienstgeschiedenis oprichtte. Enkele maanden later werden de plannen gelanceerd voor een museum in de grotten van Kasteel Neercanne (Zuid-Limburg), dat onlangs was aangekocht door het Limburgs Landschap. Maar de initiatiefnemers waren al gebrouilleerd geraakt en de schadevergoeding waarop Wirth recht dacht te hebben bleef uit, zodat het project strandde. Het jaar daarop dook hij weer op in Utrecht, met een valse identiteit, naar verluidt op jacht naar een verloren Oera Linda-manuscript. Ook legde hij contacten met de theologische faculteiten van de Katholieke Universiteit Nijmegen en de Universiteit van Münster, maar het lukte hem niet voldoende interesse voor zijn denkbeelden, laat staan voor zijn museumplannen te wekken. Kwade tongen beweerden dat men eiste dat hij zich zou bekeren tot het katholicisme. De gerenommeerde uitgeverij Brill te Leiden hadden evenmin belangstelling voor zijn studies.
Wirth bleef voorlopig in Zweden wonen. Nadat hij een tijdlang op een boerderij te Hörja Hågnarp bij Hässleholm had gebivakkeerd, verhuisde hij met zijn gezin naar een villa te Bjärred bij Lund vlak bij de Sont. Tegenover de nationale veiligheidsdienst beweerde hij stukjes te schrijven voor bekende bladen, onder het pseudoniem Folke Freij. Een bezoeker vertelde later dat in zijn studeerkamer een groot portret van hemzelf in SS-uniform hing. Mogelijk nam hij deel aan de vergadering bij Per Engdahl in Malmö in mei 1951, waar fascisten uit heel Europa een nieuwe Europese Sociale Beweging oprichtten. Een van de aanwezigen was oud-SS'er Wilhelm Landig (1909-1997), leider van een neonazistische kring in Wenen en een bewonderaar van Wirth, die vanaf het begin van de jaren vijftig zijn geschriften verspreidde en met hem bevriend raakte. De buitenwereld kreeg te horen dat hij een aanstelling had gekregen aan de Universiteit van Lund; in werkelijkheid ging het om een eenmalige lezing in november 1951 over landschapsfotografie en kleurendia's. Het jaar daarop kwam Wirth aan het hoofd te staan van een nieuw bedrijf in Lund (Institutet för Färgfoto AB), dat zich specialiseerde met kleurenfotografie. Hij bediende ook zich van andere namen, zoals Felix Bosch en Heinrich Bosch, en verhulde soms zijn woonplaats. Het lukte hem echter niet voor zijn gezin Zweedse paspoorten te krijgen. Na te zijn ontslagen wegens malversaties keerde hij begin 1954 met zijn vrouw en kleinzoon Mario terug naar Marburg, waar hij zijn eerdere onderzoekingen, nu als privépersoon, voortzette. Zoon Volkhart vertrok met zijn bruid, een taalkundige, naar haar geboorteland Nederland; de beide dochters Adela en Ilge bleven in Zweden.

#### Rechts-radicale netwerken
Op uitnodiging van Heiler kon Wirth april 1955 samen met andere oud-nazi's deelnemen aan het 8e Internationale Congres voor Religiegeschiedenis te Rome. Zijn Atlantisch-Oergermaanse vocabulaire en zijn verheerlijking van het Noordse ras maakten plaats voor verbale loyaliteit aan Europese waarden. Wetenschappelijke erkenning bleef echter uit en hij raakte alsnog met Heiler gebrouilleerd. Zijn Ahnenerbe-verzameling wist hij grotendeels terug te krijgen, maar plannen voor een tentoonstellingsruimte in Marburg strandden. Wirth was daarna weer aangewezen op een kleine kring van getrouwen, waaronder Wilhelm Landig, de omstreden SS-kolonel Helmut Bischoff en de rechtse anti-kernenergieactivist Joachim Weitzsäcker. Zijn gedachtegoed werd sinds het einde van de jaren zestig verspreid door organisaties als het Collegium Humanum van zijn oudste leerling en levenslange vriend Werner Haverbeck, die zich met zijn echtgenote op de antroposofie had gestort. Haverbeck, die in 1933 de Duitse natuurorganisaties onder controle van de nazi's had gebracht, was sinds 1967 als hogeschooldocent in Bielefeld werkzaam en zou als eerste de brug slaan tussen het völkische denken en de ecologie. De toon van diens hoofdwerk Das Ziel der Technik uit 1965 is zorgvuldig aangepast aan de liberale tijdgeest, maar tussen de regels door is Wirths invloed (met inbegrip van zijn antisemitisme) goed te merken. Beide mannen deelden een diepe afkeer van de moderne consumptiecultuur, de American Way of Life, die het leven de Bondsrepubliek in zijn greep had gekregen. Ook in kleine paganistische sekten als de Goden-Orden en de Armanen-Orden was men vertrouwd met Wirths denkbeelden. Zijn boeken werden op de markt gebracht door Landigs uitgeverij Volkstum-Verlag te Wenen; vanaf 1969 bracht hij enkele publicaties uit onder de naam van zijn eigen uitgeverij Eccestan-Verlag te Marburg (genoemd naar de Externsteine).
Wirth bleef ook na de oorlog een opvallende persoon in de rechts-radicale netwerken en bewoog zich openlijk in kringen rond de neonazipartij NPD en verwante groeperingen. Voor de rechter verklaarde hij in 1956 dat het nationaalsocialisme ook veel goeds had gebracht. Een CIA-rapport uit 1957 stelt dat hij sinds kort weer aanhangers voor zijn denkbeelden probeerde te werven; hij wist het vertrouwen van Mathilde Ludendorffs reactionaire Bund für Gotterkenntnis te winnen en trachtte zijn bekenden in Vlaanderen te interesseren voor een nieuwe Europese nazipartij. Met Johann von Leers, die via Buonos Aires naar Caïro was gevlucht, onderhield hij intensief contact; diens maandblad Der Weg vormde het belangrijkste platform van de wereldwijde fascistische beweging. Ook de Duitse veiligheidsdienst maakte zich zorgen over de "mystieke rassencultus" die Wirth propageerde. De historicus Jost Hermand leerde hem in 1958 kennen als een "fanatieke nationaalsocialist". In 1959 sprak hij bij het Hermannsdenkmal te Detmold voor de neonazistische Northern League van Roger Pearson; zes jaar later voor het Deutsches Kulturwerk van Herbert Böhme; in 1975 voor de Freie Deutsche Bauernschaft van Holocaust-ontkenner Thies Christophersen, in 1971 en 1976 voor de Arbeitskreis Walter Machalett, een völkische ontmoetingskring die zich rond de Externsteine formeerde. In de jaren vijftig sloot hij zich aan bij de Deutsche Unitarier Religionsgemeinschaft, een völkisch-racistische kerkgenootschap waarin zich voormalige aanhangers van de Deutsche Glaubensbewegung en andere ariosofen verenigden.
De antisemitische Thule-romans van Wilhelm Landig zijn niet alleen geënt op het werk van Wirth, ze vormen tevens een populaire weergave van diens gedachtegoed en behoren tot de standaardwerken van het zogenaamde esotherisch nazisme; het embleem van de zwarte zon (sinds 1991) grijpt terug op Wirths symbolenleer. Enige afstand van dit milieu nam de reactionair occulte bestseller-auteur Jürgen Spanuth, die in navolging van Heinrich Pudor probeerde te bewijzen dat Helgoland het centrum van het verdronken Atlantis uit de Bronstijd moet zijn geweest. Net als Wirth en Landig werd Spanuth in 1969 lid van de omstreden Gesellschaft für Vor- und Frühgeschichte (Bonn) en publiceerde hij zijn werk bij het extreemrechtse Grabert-Verlag; zijn geschriften werden door Wirths aanhangers enthousiast ontvangen. Zeekapitein Rudolph Krohne (alias H.K. Horken), die eveneens op Wirths theorie over de noordelijke herkomst van het blanke ras voortbouwde, was voorzichtiger: hij wilde niet geassocieerd worden met de raciale zendingsdrang waarmee Wirth behept was.

#### Antisemitisme
Eind jaren vijftig kwam Wirth openlijk uit voor zijn antisemitisme. Hij schreef twee deskundigenrapporten voor de rechtse activist Wilhelm Prothmann, leider van de Bund für Gotterkenntnis, die wegens zijn antisemitische geschriften voor de rechter kwam te staan. Hij stuurde deze geschriften tevens aan de verdedigers van Adolf Eichmann in het beruchte Eichmann-proces. Antisemitisme is de schuld van de joden, zo redeneert Wirth, hun religie leidt namelijk tot uitwassen en daarop ontstaan telkens weer reacties. Hij hekelde het "massale bedrog" bij de Wiedergutmachung en beweerde dat het jodendom en de staat Israël een slaatje sloegen uit het tragische onrecht van de Holocaust en het gefantaseerde aantal van zes miljoen doden.

Naar eigen zeggen werkte hij nog altijd aan een vuistdikke monografie (het zogenaamde Palestinabuch) over de geschiedenis van het jodendom, die hij al in 1933 aangekondigd had. Het was zijn theorie dat de joden afstamden van een bijgelovig slavenvolk (Chazaren) in de marges van een mythische Noordse beschaving (Shambhala) in de Gobiwoestijn. Volgens de Chileense oud-diplomaat Miguel Serrano (1917-2009) moest het zijn magnum opus worden, de negatieve tegenhanger van de Ura Linda Chronik waarin de vrije Friezen de hoofdrol speelden. Het boek was vrijwel voltooid toen de manuscripten onder verdachte omstandigheden verdwenen. Serrano sprak hem hierover in september 1979:
Professor Wirth […] had onlangs een boek voltooid over de oorsprong van de joden, het resultaat van een leven lang onderzoek. Toen ik hem kende was hij 94 jaar oud, maar nog steeds levendig en alert. En juist toen, niet lang voordat hij stierf, werden de manuscripten van dit werk gestolen, hij geloofde door zijn eigen medewerkers. Marxistische infiltranten of misschien katholieken zorgden ervoor dat zijn meest waardevolle werk verdween. De wereld zal er nooit kennis van nemen. Het is een tragedie zo groot als de vernietiging van de bibliotheek van Alexandrië. 
In het esoterische neonazisme van Serrano spelen de denkbeelden van Wirth een belangrijke rol; beide mannen leerden elkaar in de jaren zestig persoonlijk kennen. De reactionair-esoterische filosoof Julius Evola en de traditionalist René Guénon rekenden Wirth eveneens tot hun intellectuele voorbeelden. Evola ontwierp al in 1934 het ideaalbeeld van een noords-boreale beschaving; hij sprak datzelfde jaar op het tweede Nordische Thing in Bremen; mogelijk ontmoette hij Wirth tijdens een van zijn Duitse lezingen in 1937 en 1938. Wirths theorie van het matriarchaat stuitte beide elitaire denkers echter tegen de borst.

#### Onderzoek
In het deels autobiografische Um den Ursinn des Menschseins (1960) overheerst vooral rancune. In zwarte bewoordingen schetst de 75-jarige Wirth de teloorgang van de westerse beschaving dankzij de wreedheden van de kerk en de corrumperende invloed van de joods-christelijke beschaving. Tweeduizend jaar Christendom hebben de vrije noordse vrouw tot slavernij gebracht en de samenleving in een negatieve spiraal van oorlog en geweld gestort. Het Derde Rijk heeft met zijn mannelijkheidscultus slechts de ene vorm van geweld door een andere vervangen. En ook de Bondsrepubliek is wat hem betreft geen haar beter. Er dient daarom een nieuwe geestelijke beweging komen, een breuk met de mannelijke cultuur van macht en geweld. Hij pleit daarom voor een nieuw en krachtig heidendom, geworteld in de oergemeenschap van de Noordzeevolken en voorzien van een stevig esoterisch fundament, zodat Duitsland zijn plek in het middelpunt van het Avondland weer kan innemen. Maar Wirth ziet ook in dat de 'wending ten goede' nog wel enkele generaties op zich zal laten wachten. Aan de Holocaust maakt hij verder geen woorden vuil. Hij is nog steeds lovend over Hitler en geeft de schuld voor de teloorgang van het Derde Rijk aan de SS-leiding, door wie hij zich geslachtofferd voelt. Het was simpelweg een oorlog met verkeerde doelstellingen en aan het verkeerde front.
Het boek werd in de wetenschappelijke gemeenschap en in de media genegeerd. Alleen uit de DDR, waar men zijn afkeer van de Bondsrepubliek deelde, kwam een instemmende reactie. De geplande vervolgdelen zijn nooit verschenen. Een van zijn biografen constateert dat Wirth het zich door zijn rechtlijnigheid niet gemakkelijk maakte. Tot op hoge leeftijd ging hij door met schrijven en documenteren, ook al bleef het resultaat vaak ongezien in de la liggen. Hij liet zich gemakkelijk op sleeptouw nemen door zijn eigen gedachten, zoals dat eerder bij de Ura Linda Chronik en de vermeende zonnekalender van Fossum was gebeurd en kon daarna moeilijk toegeven dat hij het bij het verkeerde eind had.
In zijn naoorlogse publicaties concentreert hij zich vooral op religieuze symboliek en op iconische objecten als runeninscripties, rotstekeningen, prehistorische heiligdommen en heilige bergen. Hij had inmiddels de beschikking over het meeste materiaal dat hij tijdens zijn eerdere expedities naar Scandinavië had verzameld, waaronder een grote hoeveelheid gipsafgietsels van rotstekeningen uit de Bronstijd. Zijn collectie bracht hij onder in de Europäische Sammlung für Urreligionsgeschichte, onder leiding van Friedrich Heiler. Daarnaast zette hij omstreeks 1957 de Herman-Wirth-Gesellschaft die eerder was opgegaan in de Ahnenerbe, weer op poten. Beide verenigingen gingen in 1962 samen tot de Europäische Sammlung für Urgemeinschaftskunde e.V. Dit in het kader van een nieuwe jongerenbeweging met een ontmoetingscentrum en een openluchtmuseum Heimskringla "Weltkreis" die hij wilde stichten.
In 1962 en 1964 maakte hij nogmaals twee reizen naar Zweden om zijn materiaal aan te vullen, maar de autoriteiten stelde hem verantwoordelijk voor de schade die hij door zijn werkwijze veroorzaakte en het werd hem verboden nog langer zulke gipsafgietsels te maken. Hij organiseerde een korte tentoonstelling te Marburg in 1960 over Kerstfeest als de nacht van de oermoeders. Plannen voor een permanente tentoonstelling te Horn-Bad Meinberg leidden tot een storm van publieke verontwaardiging. "De Externsteine kunnen zich niet verweren", heette het in een geruchtmakende radio-uitzending eind 1964. In zijn eerdere werk speelden de Externsteine nauwelijks een rol, maar Wirth had gemerkt dat hij juist hiermee verwante politieke, esoterische en religieuze groeperingen voor zijn ideeën kon winnen. In zijn ogen vormden vormden de stenen het restant van een moedercultus en niet van een fallisch ritueel zoals Machalett en de zijnen beweerden. De gidsen die hij schreef ondersteunden de rituele bijeenkomsten en herdenkingen die hier werden gehouden. Halverwege de jaren zeventig exposeerde hij zijn verzameling in een leegstaande boerderij te Fromhausen bij Detmold. Hij moest voor dit alles flinke schulden maken, de reistijd viel tegen en na twee seizoenen zag hij zich gedwongen de tentoonstellingsruimte weer af te stoten.

### Groen of bruin?
Vanaf het begin van de jaren zeventig raakten ook antroposofische, feministische en ecologische kringen geïnteresseerd in Wirths esoterische theorieën, waardoor nieuwe raakvlakken tussen links-alternatieve en rechts-radicale stromingen ontstonden ("groen met een bruin randje"). De reactionaire heemschut- en natuurbeschermingsidealen van rond 1900 bereikten via hem een nieuw en min of meer alternatief publiek. Wirth bloeide helemaal op. Hij profileerde zich als een groot voorstander van vrouwenrechten en kon op die manier publiekelijk afstand nemen van de nazitijd. Zijn belangstelling voor het sjamanisme en de oproep om terug te keren de diepere waarden van Moeder Aarde (met inbegrip van het paleodieet) sloten aan bij de actuele mode. Met name Andreas Lentz, grondlegger van de ecologische leefgemeenschap Mutter Erde te Frauenberg bei Marburg, liet zich inspireren door de levensstijl van de Noord-Amerikaanse indianen, die volgens zijn leermeester zouden afstammen van de Oergermanen. Wirths aanhangers organiseerden ontmoetingen met Amerikaanse bezoekers als de traditionalistische Hopi-leider James Danaqyumptewa, die op zoek waren naar kennis over hun verre voorouders. Haverbeck, die zich voor Die Grünen inzette, organiseerde op zijn beurt een tournee van de omstreden medicijnman Vincent LaDuke alias Sun Bear. Sleutelfiguren waren behalve Lentz diens schoonmoeder, de geomantie-aanhangster Waltraud Wagner en de rechts-nationale yogaleraar, natuurgenezer en runoloog Gerhard Hess (*1941), grondlegger van de neopaganistische geloofsgemeenschap Oding. De laatste eerde Wirth als stichter van een nieuwe religie en als "groot profeet van het noordelijke heidendom". Van 1979 tot 1981 volgde een herdruk van Urschrift der Menschheit door Lentz' huisuitgeverij.
De energieke professor had ook op hoge leeftijd weinig van zijn charisma verloren. Op zijn 94ste sprak hij nog urenlang voor een zaal vol enthousiaste toehoorders in de Universiteit Augsburg over de voorgeschiedenis van het matriarchaat. In een interview uit 1979 vertelde hij dat het als zijn roeping te zien om bij te dragen aan de grote maatschappelijke en spirituele omwenteling waarop hij altijd had gehoopt. Hij vergeleek dit met de winterzonnewende: ooit zouden de zielen van de voorouders weer opstaan en in het nageslacht verder leven. Hij deed zich voor als slachtoffer van de nazi's, maar vond het niet nodig zich van hen te distantiëren; hij had immers altijd al andere opvattingen gehad. Zijn volgelingen leken dat laatste inderdaad te geloven, en een van hen wist zelfs een steunbetuiging van Willy Brandt te arrangeren. Tegenover zijn geestverwant Serrano sprak hij intussen onbesmuikt over zijn hoogachting voor Hitler. Wirth bleef op die manier altijd twee gezichten houden: geëngageerd naar buiten, tegelijkertijd loyaal aan de kring van gelijkgezinden. Met eerlijkheid nam hij het, zoals zijn biografen herhaaldelijk constateerden, niet altijd even nauw.
Nog eenmaal zette hij alles op alles om zijn verzameling onder te brengen in een permanent museum, nu in een tiendschuur te Thallichtenberg in de Palts, niet ver van waar zijn vader was geboren. Kort na de dood van zijn vrouw in 1978 verhuisde hij hier met zijn verzameling en bibliotheek van 10.000 banden naar toe. Zijn plannen werden ondersteund door lokale politici, die geen weet hadden van zijn politieke dubbelleven. In afwachting van de restauratie opende hij een tentoonstelling in een plaatselijk schoolgebouw en onderzocht hij met zijn assistent Roland Häke rotstekeningen in nabijgelegen grotten. Haverbeck verzorgde samen met zijn mentor een studieweekend ter gelegenheid van diens 95e verjaardag in het Collegium Humanum te Vlotho-Valdorf. Maar het museumproject strandde toen Der Spiegel in september 1980 over Wirths naziverleden publiceerde. Ruim vier maanden later kwam hij te overlijden. Zijn medestanders spraken over politieke karaktermoord. De hype rond zijn persoon doofde pas na enkele jaren uit.

#### Nalatenschap
Als voortzetting van de Sammlung für Urgemeinschaftskunde richtten Wirths aanhangers omstreeks 1977 de Gesellschaft für europäische Urgemeinschaftskunde e.V. Hermann-Wirth-Gesellschaft op. Eerste voorzitter was holocaustontkenner Tjudar Rudolph. Onder de sprekers en genodigden bevonden zich geregeld kopstukken uit de internationale neonaziscène, maar ook belangstellenden met hele andere motieven. Na het overlijden van hun leermeester radicaliseerde een deel van Wirths aanhang, vooral in het voetspoor van Haverbeck, die in 1981 tot de ondertekenaars van het geruchtmakende Heidelberger Manifest behoorde. De meeste jongeren haakten af; de leefgemeenschap Mutter Erde viel ruziënd uiteen.
Onder leiding van Andreas Lentz stichtten de meest doorgewinterde Wirth-aanhangers in 1983 de Arbeitskreis für Ur-Sinnbild-Forschung te Frauenberg bij Marburg, die een eigen mededelingenblad uitgaf. Volgens critici was dit een "speeltuin voor ariosofische en rechts-nationale stromingen", waar het vooroorlogse gedachtegoed zonder veel bedenkingen aan de orde kwam. Gezamenlijk vierde men vervolgens in 1985 Wirths honderdste geboortedag met een vijfdaags symposium onder leiding van Haverbeck in het Collegium Humanum. De Arbeitskreis ging daarna te ziele, de oorspronkelijke vereniging bleef bestaan en kreeg in 1996 de nieuwe naam Ur-Europa e.V. Wirths trouwe vriend Haverbeck overleed in 1999; diens weduwe Ursula Haverbeck (1928-2024) wierp zich daarna op als boegbeeld van het neonazisme.
De belangrijkste delen van Wirths verzameling en bibliotheek zijn – voor zover nog aanwezig – enkele jaren na zijn dood overgebracht naar het Österreichische Felsbildermuseum in Spital am Pyrhn in Opper-Oostenrijk, onder leiding van de bejaarde volkskundige Ernst Burgstaller (1906–2000), een oudgediende uit de tijd van de Ahnenerbe. Daar werd sinds 1998 een deel van de gipsafgietsels uit de Ahnenerbe-collectie zonder veel commentaar aan het publiek getoond. Critici spraken over een stiekeme nazi-gedenkplek. In 2015 werd het materiaal verscheept naar het (particuliere) Tanums Hällristningsmuseum te Tanumshede (Zweden). De tiendschuur te Thallichtenberg herbergt sinds 1984 het Musikantenland-Museum.
De manuscripten werden kort na Wirths dood opgeëist door diens jongste dochter Ilge Bosch-Willebrand, landschapsarchitecte te Torsås (Zweden). Enkele restanten werden later in een Duitse afvalcontainer teruggevonden, een deel belandde bij het Oostenrijkse museum, maar het grootste deel van het schriftelijke materiaal is volgens Eberhard Baumann, de samensteller van Wirths bibliografie, verloren gegaan. Wel wist zijn vertrouweling Gerhard Heß kopieën te maken, maar ook daarover ontstond een richtingenstrijd. De trouwe Wirth-aanhang probeerde – zo beklaagde Heß zich – iedere vorm van kritiek op hun idool in de kiem te smoren, zelfs al kwam die van gelijkgezinden.

## Nawerking
Wirths godsdiensthistorische en etnografische stellingen worden door de wetenschappelijke wereld vrijwel eensgezind afgewezen. Niettemin vinden zijn theorieën nog steeds weerklank, enerzijds in feministische en de New Age-kringen (met name raw-foodisme), anderzijds bij aanhangers van neonazisme en esoterisch nazisme en bij volgelingen van neopaganisme en geomantie (leylijnen). Zijn denkbeelden worden vooral verbreid door organisaties die tot de directe erfgenamen van het nationaalsocialisme behoren. Via het internet bereiken zij nieuw publiek dat is geïnteresseerd in occultisme en esoterie, vaak zonder zich te hebben verdiept in politieke achtergronden. De belangstelling voor zijn werk sluit aan bij het huidige geloof in complottheorieën en pseudowetenschap. Een deel van zijn vaste aanhang, waaronder de wetenschappelijke leider van Ur-Europa, de bioloog Wolfram Zarnack (1937), is tevens voorstander van historisch-revisionistische benaderingen zoals de fantoomtijd-theorie en andere vormen van chronologiekritiek. Daarnaast besteedt men aandacht aan de speculatieve theorieën van Elisabeth Neumann-Gundrum (1910-2002) over megasculpturen, die tevens zijn geïnspireerd door het werk van Wilhelm Teudt, Jürgen Spanuth en de SS-occultist Karl Maria Wiligut.
De vereniging Ur-Europa heeft naar eigen zeggen sinds de jaren negentig afstand genomen van de racistische tendensen in Wirths werk en van alles wat daarin aan het Derde Rijk herinnert. Neonazi's, racisten en antisemieten zouden uit het bestuur zijn geweerd; desondanks behoorden enkele kopstukken en een deel van de sprekers tot de rechts-radicale scène. Holocaustontkenner Harm Menkens hield op de jaarlijkse conferentie in 2015 een voordracht over het Oera Linda-boek, waarvan de echtheid zijns inziens door een vrijmetselaarscomplot in twijfel zou worden getrokken. Er was verder overlap met de Forschungskreis Externsteine, waar het rechts-nationale gedachtegoed eveneens gekoesterd werd. Nogal wat auteurs die voortbouwden op Wirths werk, waaronder de völkische activist en 'taalarcheoloog' Gert Meier (1937-2019), publiceerden hun bevindingen bij de extreemrechtse Grabert Verlag te Tübingen dan wel in het tijdschrift Deutschland in Geschichte und Gegenwart. De ideeën van Wirth en Haverbeck klonken verder door in de rechts-radicale tijdschriften Zeitenwende (1994-1996), Hagal (1999-2004) en Trojaburg (sinds 2005). De vereniging kreeg in 2020 een nieuw bestuur en zegt 140 leden te hebben.
Indirect is Wirth invloed aanmerkelijk groter, niet alleen in populaire werken over zinnebeelden en verzonken continenten, maar ook in de sciencefiction en de Duitstalige literatuur. Zijn betekenis voor de naoorlogse wetenschap is moeilijk in te schatten, vanwege zijn geschade reputatie en de vele taboes die zijn werk omringden. Zo zou hij invloed hebben gehad op het werk van de archeoloog Herbert Kühn (1895-1980), een van de grootste kenners van prehistorische kunst in Europa. Sommige denkbeelden over matriarchaat en vroege schriftcultuur werden stilzwijgend overgenomen door anderen, zoals de archeologe Marija Gimbutas (1921-1994), die Wirth pas in 1991 tot haar voorgangers rekende. Zijn voormalige assistent, de etnoloog Werner Müller (1907-1990) onderschreef in 1982 – zonder Wirths naam te noemen – diens theorie over de noordelijke herkomst van de inheemse bevolking van Noord-Amerika. Elders sluit hij nauw aan bij diens theorie van het matriarchaat. Via Müller lopen er directe lijntjes naar het werk van de antropologen Mircea Eliade en Hans Peter Duerr. Een van de weinige serieuze geleerden die openlijk naar Wirths werk verwezen, was de bejaarde filosoof Rudolf Pannwitz (1881-1969), een oudgediende uit de jeugdbonden die in 1968 voorspelde dat diens "geweldige analogieën-materiaal' ooit wel weer ontdekt zou worden.
In de extreemrechtse kringen wordt vooral Wirths vooroorlogse werk gelezen; de oorspronkelijke publicaties brengen antiquarisch hoge prijzen op. In Duitsland laten onder andere het Thule-Seminar en de Verein "Parzifal" (eerder Trojaburg e.V.) zich door zijn nalatenschap inspireren; de belangrijkste titels worden uitgegeven door de neonazistische Forsite-Verlag te Bottrop en Edition Geheimes Wissen te Graz, andere door kleine ecologische, neopaganistische of antisemitische uitgeverijen. Wirths aanhangers benadrukken echter dat Wirth in het licht van de uitwassen van het Derde Rijk niet alleen dader, maar ook slachtoffer was.
In Frankrijk wordt hij geregeld geciteerd in tijdschriften als Nouvelle Droit, Éléments en Éditions Heimdal. Nieuw-rechtse publicisten als Alain de Benoist en Robert Steuckers maken onkritisch gebruik van zijn theorieën. Zijn Ura Linda Chronik verscheen in 1989 in het Italiaans, zijn hoofdwerk Der Aufgang der Menschheit wordt sinds 2017 in het Italiaans vertaald. Duitse, Franse, Italiaanse en Russische radicale nationalisten staan vaak met elkaar in contact en citeren elkaar over en weer.
Opvallend genoeg bleef de aandacht voor Wirths theorieën in Nederland na de Tweede Wereldoorlog beperkt. Met name in de kleine kring van amateurhistorici die vasthouden aan de echtheid van het Oera Linda-boek wordt hij nog geregeld geciteerd. In Vlaanderen richtte de extreemrechtse activist Koenraad Logghe omstreeks 1989 een eigen Herman Wirth Genootschap op.

### Rusland
Russische rechts-radicalen als de invloedrijke politicoloog Aleksandr Doegin (1962) en de publicist Valerii Demin (1945-2006) beroepen zich op Wirths werk. De laatste propageerde met veel succes de mythe dat de Russische beschaving uit het hoge noorden zou stammen. Doegins boek Hyperboreale theorie: de ervaring van ariosofisch onderzoek uit 1993 is volledig gewijd aan de theorieën van Wirth, die hij uitputtend uit de doeken doet. Hij prijst de geleerde als "het stilste genie van die tijd; de ontdekker van de eerste taal van de mensheid" en "de uitverkorene van het Noorderlicht". Doegins eerste Manifest van Arctogaia uit 1998 is verwoord in een taal die direct is ontleend aan zijn intellectuele voorbeeld. In tv-shows deed hij verslag van zijn vermeende vondsten in Russische geheime archieven. En bij verschillende gelegenheden gaf hij meer details over Wirths verdwenen meesterwerk dat zou zijn gebaseerd op de opgravingen die de Ahnenerbe in Palestina zou hebben verricht:
Er is dus geen regel, geen woord in het Oude Testament dat niet zou bezwijken voor een dergelijke Hyperboreale deconstructie. Het gaat niet om het bekritiseren van de tekst. [...] Wirth bracht de religieuze lading hierin terug, hij onthulde de oorspronkelijke Hyperboreale gnosis - het ware fundament van de Oudtestamentische traditie, bevrijd van gekleurde, interpretatieve modellen. [...] Je kunt raden wat voor een werk dit was. Helaas kunnen we nu alleen maar gissen naar de inhoud. [...] Al in de jaren '70, toen Wirth het bijna af had, verdween de enige voltooide editie spoorloos. Tijdens zijn afwezigheid kwamen onbekende mensen het huis binnen, zetten alles op zijn kop, maar namen alleen het Palestina Buch mee. Wirth wendde zich tot zijn leerlingen (er waren twee of drie onvoltooide exemplaren), maar ook die kregen bezoek van mysterieuze vreemden. [...] Ook al zou je alleen maar fragmenten van het Palestina Buch te pakken krijgen... Stel je voor hoe alles daardoor zou kunnen veranderen.
Het leek erop, zo beweerde zijn medestander Yurii Vorob'evskii, dat het manuscript door de Israëlische geheime dienst was ontvreemd. Wirths uitgave van de Ura Linda Chronik werd eveneens van stal gehaald, en geanalyseerd als een raciale mythe die gemakkelijk zou kunnen worden gebruikt om mensen te mobiliseren. Een van Doegins leerlingen vertaalde de tekst in 2007 in het Russisch en voorzag die van een uitvoerige inleiding.

## Trivia
Herman Wirth mag niet verward worden met de classicus Hermann Wirth te Freiburg, kunsthistoricus Hermann Wirth-Bernards te Bonn en architectuurhistoricus Hermann Wirth (1940-2019) te Weimar.

#### Questenfest
Herman Wirth stimuleerde vanaf de jaren twintig allerlei rituele jaarfeesten, waarvan hij meende dat ze een prehistorische oorsprong hadden. In 1924 nam hij voor het eerst deel aan het Questenfest te Questenberg in der Harz, waarbij op Pinksteren een midzomerboom wordt opgericht; dit ritueel is ook in de DDR-tijd in zwang gebleven. Hij schreef hiervoor het lied 'Lichtkreuzweihe' (1925). Voor de Artamanen schreef hij in 1928 'Von Licht geboren, zu Licht gekoren'. Ronduit omstreden zijn de mei- en midzomerherdenkingen bij de Externsteine bij Detmold, een belangrijke ontmoetingsplek voor de extreemrechtse scène.

#### Joelkandelaars
In zijn toelichting op de Oera Linda Chronik introduceerde Herman Wirth de zogenaamde Julleuchter (joelkandelaars). Dit waren kandelaars uit aardewerk, vermoedelijk daterend uit de 18e eeuw, maar volgens hem herinnerend aan een oud-Germaans midwinterritueel, waarbij de 'oermoeders' het 'eeuwige licht' in een toren lieten branden. In de hoogtijdagen van het Derde Rijk speelden dergelijke kandelaars een belangrijke rol in politieke rituelen die trouw aan het regime symboliseerden. De SS-leiding reikte de joelkandelaars uit als een bijzondere onderscheiding. Leden van de SS werden geacht de kandelaar een belangrijke plaats in hun woning te geven. Bij overtredingen moest deze worden teruggegeven. In neopaganistische rituelen speelt de joelkandelaar nog altijd een rol.

#### Neofolk
Een aantal muziekgroepen uit het rechtse darkwave- en neofolkcircuit kenmerkt zich door hun grote belangstelling voor völkische symboliek en voor de in hun ogen 'miskende' topfiguren uit het Derde Rijk als Herman Wirth. De Duits-Amerikaanse traditionalistische neofolkzanger Markus Wolff alias Waldteufel heeft – met medewerking van Anabel Lee – het lied 'Lichtkreuzweihe' van Herman Wirth opnieuw uitgebracht, eerst onder de titel 'Berghoch am Walde' (1999), daarna op zijn album Heimliches Deutschland uit 2000. Deze liederen waren vooral populair bij de SS. Een concert van de verwante darkwave-band Allerseelen in het 'Haus Atlantis' te Bremen in 2005 werd wegens zijn politieke lading door de zaalverhuurders afgelast.

## Publicaties
De bibliografie van Herman Wirth bevat zo'n 240 gedrukte titels. Daarnaast is een honderdtal manuscripten gedocumenteerd. Zijn 16-millimeter films 'Nordischer Urmythus und die Fleischwerdung Christi' (1935) en 'Die Heiligung der Erde' (1938) zijn niet bewaard gebleven, evenmin als opnamen die hij onder de schuilnaam Dr. Hendrik Wybrants maakte voor 'Der Frauenberg und der Gang zu den Müttern' (ca. 1938).

### Muziekhistorisch werk (1911-1920)
- 'Hervorming en wedergeboorte, een Nederlandsch drama in vijf bedrijven' (1909), in: Groot Nederland 9 (1911), p. 76-101, 175-197, 321-351 (ook als afzonderlijke publicatie, Amsterdam 1911)
- Der Untergang des niederländischen Volksliedes, Den Haag 1911 (p. 136-264 ook afz. als dissertatie, Universiteit van Bazel)
- Nationaal-Nederlandsche muziekpolitiek, Amsterdam 1912
- 'Nationaal-Nederlandsche volksliedkunst' (deel 1; deel 2): Caecilia: Maandblad voor Muziek 69 (1912), 175-196, 214-218
- Orkestcomposities van Nederlandsche meesters van het begin der 17de eeuw: Paduanen en Galliarden van Melchior Borchgreving, Benedictus Grep en Nicolaus Gistow, Amsterdam 1913
- 'Vergeten meesterwerken der klassieke oratorium-literatuur; Carl Philipp Emanuel Bach: "Klopstock's Morgengesang am Schöpfungsfeste', in: Caecilia: Maandblad voor Muziek 70 (1913), p. 257-268
- Niederländisch-Deutsch, enthält eine kurzgefaßte Grammatik sowie die üblichste Gespräche und Redensarten [...]: Berlijn 1913, 2e dr. 1916, onder de titel Vlämisch: Eine reiche Sammlung nützlicher Gespräche mit Aussprachebezeichnung [...]
- Ein Hähnlein woll'n wir rupfen: Neue Kriegslieder nach alten Texten und Weisen, Jena 1914 (Kriegsliederhefte, dl. 2)
- Das niederländische Volkslied vom Mittelalter bis zum 19. Jahrhundert im Rahmen der Geistesgeschichte: Vortrag. Programm- und Textbuch, [Leipzig] 1915
- Altniederländische Armeemärsche, für Militärmusik bearb. von Theodor Gravert, Berlijn z.j. [1915]
- Geistliches Konzert MCMXVI: Die niederländischen kirchlichen Meister vom Mittelalter bis zum XIX. Jahrhundert, z.pl. [1916]
- Flandern und sein Volk: Erster Abend: Das alte Flandern; Zweiter Abend: das neue Flandern. Vortrag. Programm- und Textbuch, Leipzig 1917
- 'Volkslied und Tonkunst in Flandern', in: Der Belfried 1 (1917), p. 504-509
- [anoniem], Was Jeder von Flandern wissen sollte, Berlijn/Brussel 1917 (Schriften der Deutsch-flämischen Gesellschaft, nr. 1)
- Over de betekenis der muziekwetenschap. Openingsles, Brussel 1918
- De herleving der Oud-Nederlandsche toonkunst: Eerste uitvoering van Oud-Nederlandsche toonkunstwerken van de vroege middeleeuwen tot het einde der zestiende eeuw, Den Haag 1920
- [anoniem], Wat is en wat wil de Dietsche Trekvogel?, Den Haag 1920

### Oudheidkundig werk (1922-1939)
- 'De uileborden en andere zinnebeeldige teekens in Friesland én de oud-Friesche godsdienst', in: Huussen, Hermann Felix Wirth, p. 200-205 (verslag van een lezing voor het Friesch Genootschap, Leeuwarden, 2 november 1922)
- 'Das Atlantisproblem', in: Eugen Diederichs (red.), Das deutsche Gesicht: Zum 30jährigen Jubiläum des Verlages Eugen Diederichs, Jena 1926, p. 69-79 (herdr. in Germanien: Monatshefte für Vorgeschichte 2 (1930/31), p. 115-122)
- 'Zum Ursprung des Kreuzes', in: Leopold Feiler, Die Entstehung des Christentums aus der Geiste des magischen Denkens, Jena 1927, p. 150-152 (Anhang)
- Der Aufgang der Menschheit: Untersuchungen zur Geschichte der Religion, Symbolik und Schrift der atlantisch-nordischen Rasse, Jena 1928; 2e gew. dr. 1934 (ook hier); 3e dr. Horn Bad-Meinberg 1993; 4e dr. Bottrop 2012; 5e dr. Graz 2018 (3 dln.)
  - dl. 1: Zur Urgeschichte der Rassen; die Urheimat der nordischen Rasse; die Auswanderung der nordischen Rasse
  - dl. 2: Das heilige Jahr
  - dl. 3: Das Jahr und die Urgeschichte der Sprache und Schrift der atlantisch-nordischen Rasse
- 'Deutsche Vorgeschichte und Deutsche Geistesgeschichte. Eine Erklärung in einer offentlichen deutschen Anlegenheit', in: Germanien: Monatshefte für Vorgeschichte 1 (1929/30), p. 33-38
- Was heißt deutsch? Ein urgeistesgeschichtlicher Rückblick zur Selbstbesinnung und Selbstbestimmung, Jena 1931, 2e gew. dr. 1934, 3e dr. 1939, 4e dr. Horn-Bad Meinberg 1993, 5e dr. Graz 2016
- Die heilige Urschrift der Menschheit: symbolgeschichtliche Untersuchungen diesseits und jenseits des Nordatlantik, dl. 1: Textband, dl. 2: Bilderatlas, Leipzig 1931-36 (14 afl.); 2e dr. Frauenberg bei Marburg 1979-81 (4 dl.); 3e dr. Horn-Bad Meinberg 1993 (4 dl.); 4e dr. Saarbrücken 2007 (2 dl.)
  - dl. 1: Das Jahr Gottes: Die atlantische Jahresteilung
  - dl. 2: Mutter Erde und das Leben
  - dl. 3: Der Gottessohn
- Die Ura Linda Chronik. Übersetzt und mit einer einführenden geschichtlichen Untersuchung herausgegeben, Leipzig 1933; 2e dr. Horn-Bad Meinberg 1993 (hier in moderne typografie)
- Führer durch die erste urreligionsgeschichtliche Ausstellung "Der Heilbringer": Von Thule bis Galiläa und von Galiläa bis Thule, Berlijn 1933
- Heilige Wende: Ein Zeitenspiel in 6 Aufzüge, Leipzig 1933 (bewerking van 'Hervorming en wedergeboorte')
- 'Vom Ursprung und Sinn des Hakenkreuzes', in: Germanien: Monatshefte für Vorgeschichte 5 (1933), afl. 6, p. 161-166
- 'Die ältesten Odal-Urkunden des germanischen Bauern', in: Odal: Monatsschrift für Blut und Boden 4 (1936), afl. 11, p. 882-890
- 'Odal: Vom Sinn des Lebens und der Heimat', typoscript, 1936 (600 pp.)
- 'Des Großen Gottes älteste Runen: Fimbultýs fornar rünar (Voluspá 60)', typoscript, 1939 (761 pp.)
  - Zweedse samenvatting, door Sigurd Curman: 'Den store Gudens äldsta runar', 1939; Engels: 'Summary of "The Great God's Oldest Runes": Fimbultý's Prehistoric Runes (Voluspá 60)', in: Horst Junginger & Andreas Åkerlund (red.), Nordic Ideology between Religion and Scholarship, Frankfurt am Main 2013, p. 251-279

### Oudheidkundig werk (1948-1981)
- 'Eurasische Prolegomena zur Geschichte der indogermanischen Urreligion', typoscript, 3 dln., Dieren 1948 (512 pp., voltooid voor 1945)
- 'Die Kalenderscheibe von Fossum: Monographie zur Geschichte der urgermanischen Religion, ihre Kultsymbolik und der Runenschrift', typoscript, 1949 (152 pp., voltooid voor 1945)
- 'Rügen', in: Kosmos: Handweiser für Naturfreunde 47 (1951), p. 460-464 (onder de naam W. Roeper Bosch)
- 'Urglauben an Höchstes Wesen? Eine zirkumpolare symbolgeschichtliche Untersuchung', typoscript 1956 (100 pp., voltooid 1951)
- 'The Question of the Rig Veda'. Typoscript z.pl., z.j. (Duits: 'Die Frage des Rig-Veda', 1954, 158 pp.)
- 'Die symbolhistorische Methode', in: Zeitschrift für Missionswissenschaft und Religionswissenschaft 39 (1955), p. 127-139 en 256 (ook als afz. publicatie Münster/Westfalen [1983?], 2e dr. Herborn-Schönbach 2004
- 'Deutsch – Nordisch – Europäisch: Eine ost-westliche Frage', typoscript, Marburg 1957 (bewerking van Was heißt Deutsch, 1931, 186 pp.)
- Gutachten aufgrund des Beschlusses der 2. Großen Ferienkammer des Landgerichts Berlin vom 20.8.1957 in Sachen RA Wilhelm Prothmann, Berlin, wegen Veröffentlichung der Schrift "Judentum und Antisemitismus, ein Problem unserer Zeit" (1958), Viöl 2007
- Um den Ursinn des Menschseins: die Werdung einer neuen Geisteswissenschaft, Wenen 1960, 2e dr. Horn-Bad Meinberg (1993?) (deels autobiografisch)
- Der neue Externsteine-Führer: Europäische Urreligion und die Externsteine, Marburg/Lahn en Wenen 1969
- Die Frage der Frauenberge – eine europäische Gegenwartsfrage; eine Denkschrift, Marburg/Lahn 1972
- Allmutter: die Entdeckung der "altitalischen" Inschriften in der Pfalz und ihre Deutung, Marburg/Lahn 1974; 2e dr. Herborn-Schönbach 2004 (hier inhoudsopgave)
- Führer durch das Ur-Europa-Museum: mit Einführung in der Ursymbolik und Urreligion, Marburg/Lahn 1975
- Europäische Urreligion und die Externsteine, Wenen 1980
- Professor Herman WIrth spricht, dl. 1: Schluß seines Vortrages in Innsbruck 1967 über Die Externsteine und die europäische Urreligion, dl. 2: Vortrag von 1980 über "Die Mutter Erde", 2 cd's, Bottrop 2006